# Высоко-Петровский монастырь
Высо́ко-Петро́вский монасты́рь (Петропа́вловский, Петровский, Петра́ митрополи́та, Петровский Высо́кий, с начала XVIII века — Высоко-Петровский) — мужской ставропигиальный монастырь Русской православной церкви в Москве; расположен на улице Петровке.
Предположительно, основан в 1315 году святителем Петром, митрополитом Киевским, Владимирским и всея Руси. Известен по письменным источникам с 1317 года. Основная часть современного архитектурного комплекса монастыря сооружена в XVII—XVIII веках. В 1929 году был закрыт большевиками. Деятельность монастыря возобновлена с 2009 года. В 2015 году отмечалось 700-летие со дня основания монастыря.

## Ансамбль монастыря

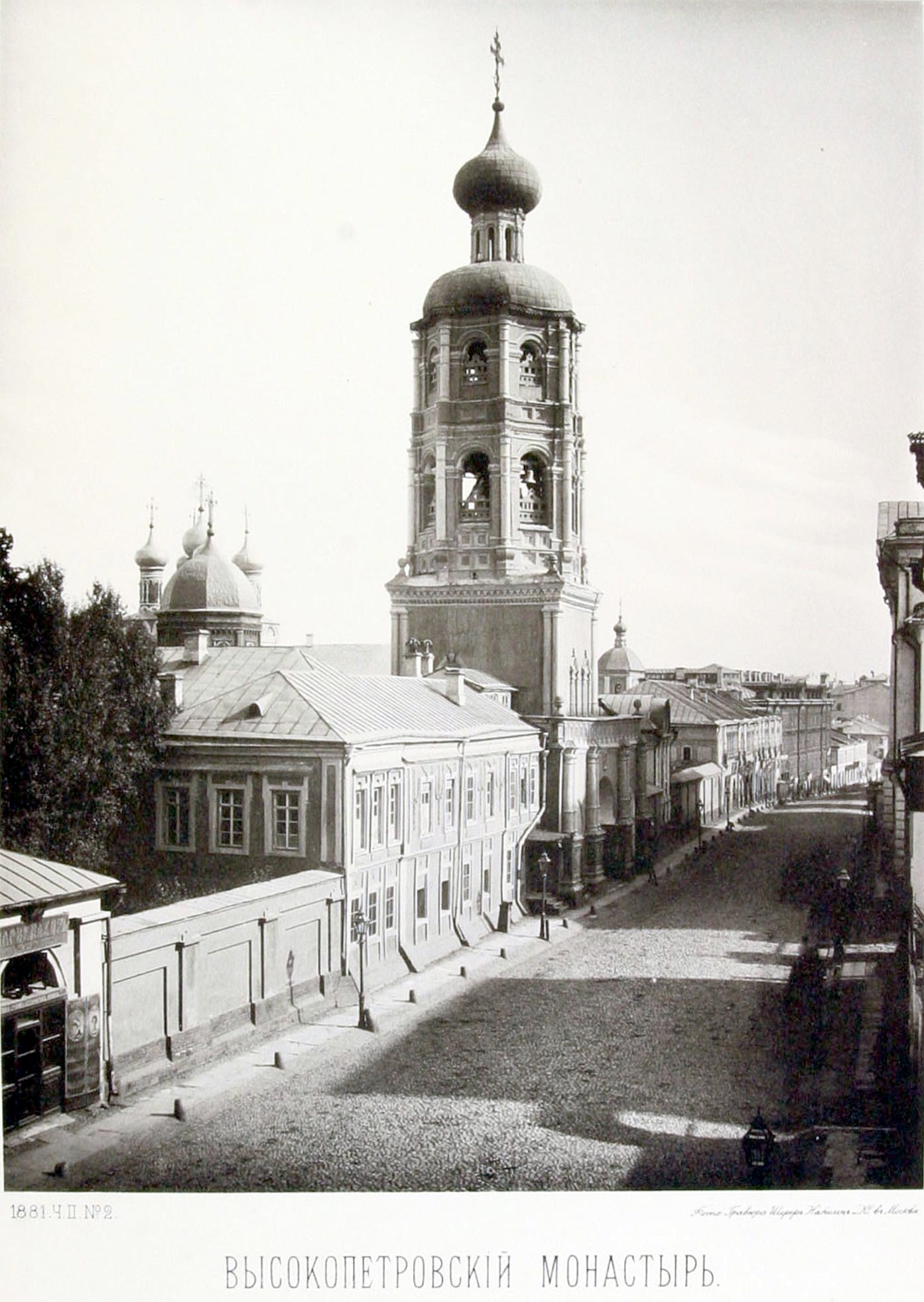
Вид монастыря с Петровки в 1881 г.

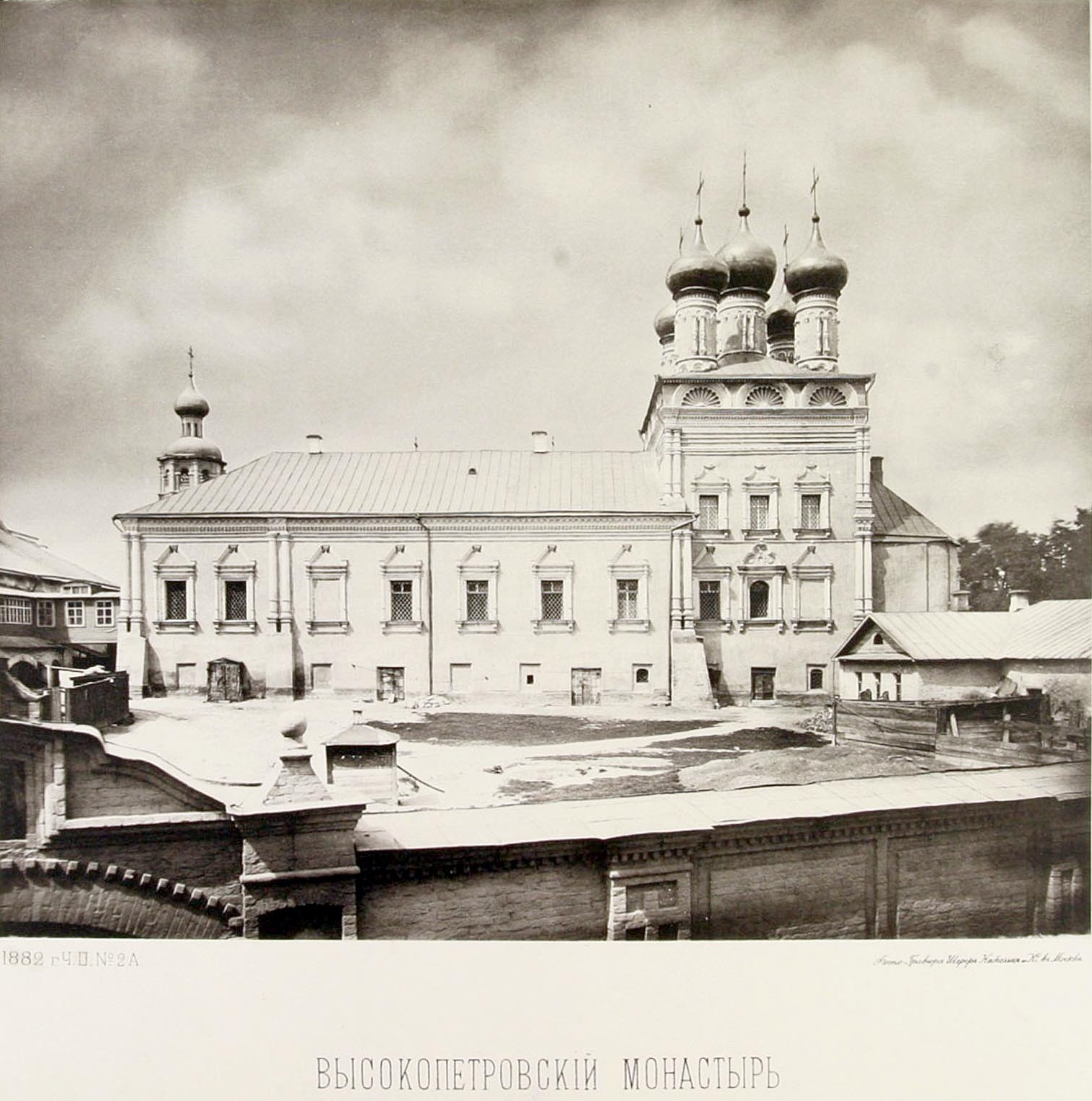
Территория монастыря. Церковь Преп. Сергия Радонежского. 1882 г.

Высоко-Петровский монастырь — комплекс памятников архитектуры, построенных, по большей части, на средства бояр Нарышкиных в конце XVII — начале XVIII века. Расположен на углу улицы Петровки и Петровского бульвара, дом 28.
Первоначально монастырь был деревянным, в 1514 году итальянским архитектором Алевизом Новым был построен первый каменный храм Петра митрополита и деревянный храм в честь Покрова Пресвятой Богородицы, разобранный позже. В начале XVII века территорию монастыря обнесли каменной стеной.
В 1671 году площадь монастыря была увеличена вдвое за счёт усадьбы Нарышкиных, а с 1690 по 1694 годы были построены Боголюбский храм, на месте храма Покрова Пресвятой Богородицы; Сергиевская церковь с трапезной (построена как уменьшенная копия такого же храма в Троице-Сергиевой лавре) и соединённые с ней галереей-папертью Братский корпус с Нарышкинскими палатами; надвратная Покровская церковь с двухъярусной колокольней и настоятельские палаты, соединённые с ней переходом; а также служебный корпус. Территория храма включала также две деревянные богадельни, расположенные на углу Петровки и Петровского бульвара.
Планировка монастыря в 1680—1690-х годах включала северный (парадный) двор и южный (хозяйственный) двор. В центре северного двора располагался собор святителя Петра, на северной стороне от него симметрично расположен Боголюбский храм, а с юга — Сергиевская церковь.
В 1744—1750 годах между колокольней и Братским корпусом была выстроена церковь Толгской иконы Божией Матери. В 1753—1755 годах в юго-западном углу южного двора построили церковь во имя преподобного Пахомия Великого, позже переосвящённую в церковь Петра и Павла.
В 1808 году была разобрана галерея-паперть и надарочный переход, соединявший паперть Сергиевской церкви с галерей Братского корпуса. В 1890 году к Братскому корпусу пристроен Келейный корпус, сооружённый по проекту епархиального архитектора С. В. Крыгина.
В 1901 году на месте двух деревянных богаделен на углу Петровки и Петровского бульвара было построено трёхэтажное здание доходного дома по проекту архитектора Ивана Бони (после революции 1917 года не принадлежит монастырю, в настоящее время в нём располагаются частные квартиры и магазины). В 1990-х годах был пристроен четвёртый этаж.
В 1952 году начата реставрация ансамбля монастыря (архитектор Б. П. Дедушенко). Была проведена расчистка местности, проведены раскопки и составлена хронотопографическая шкала развития территории до начала XVIII века. Дедушенко обнаружил следы деревянного храма XIV—XV веков. Одним из открытий архитектора стало определение даты постройки собора Петра митрополита (1510-е годы) и определение мастера — Алевиза Фрязина (Нового).

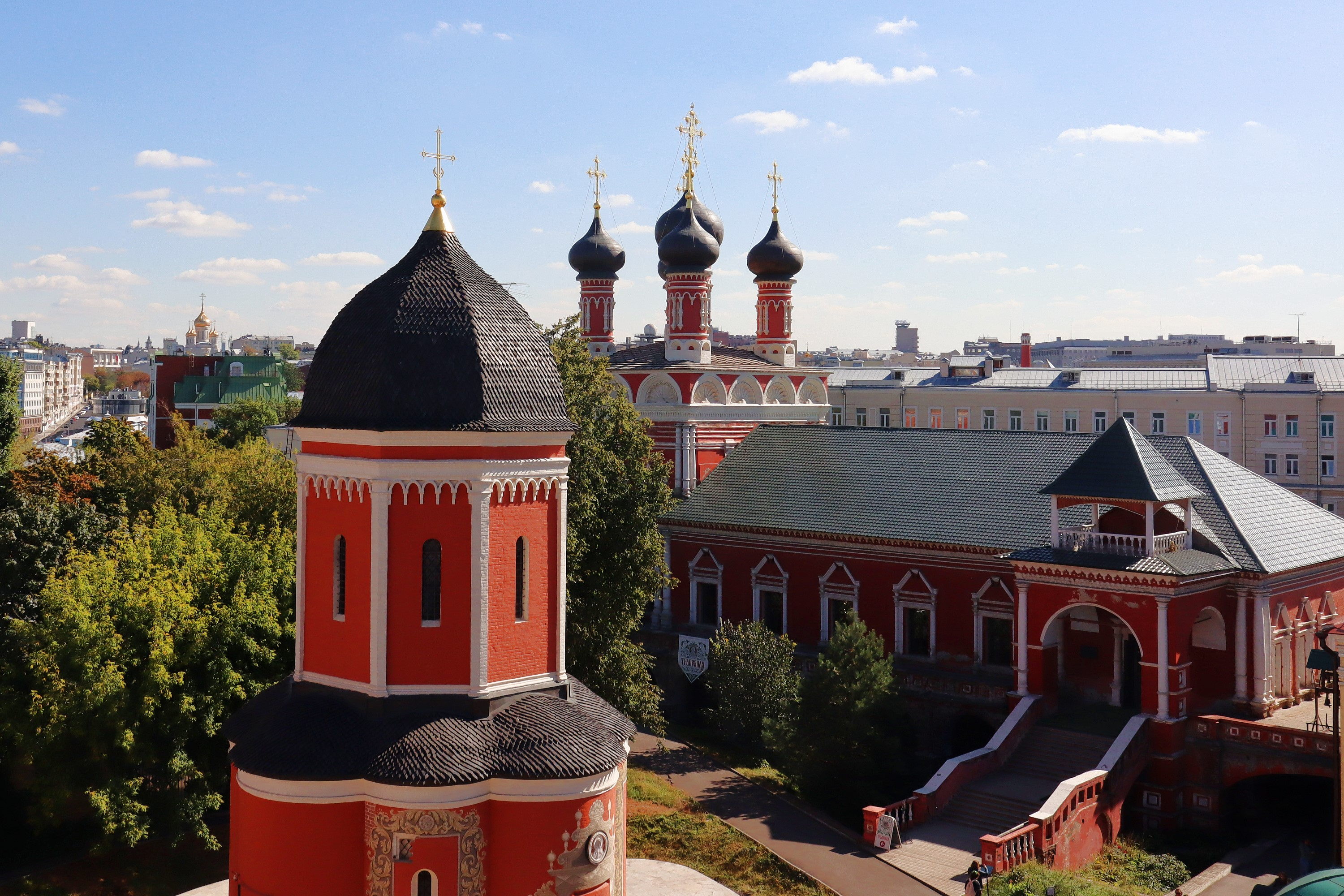
Вид на монастырь с колокольни, 2022

## Топонимика
Высоко-Петровский монастырь сильно повлиял на топонимику окружающих объектов и улиц Тверского района Москвы. Улица, на которой расположен монастырь, носит название Петровка, которое встречается с начала XVII века и с тех пор ни разу не менялось. После завершения стены Белого города в 1591 году по имени монастыря, Петровскими, были названы одни из девяти ворот, располагавшиеся прямо напротив него. Также Петровским назван проложенный в начале XIX века бульвар, улица Петровские линии, Петровский пассаж (1906 год, архитектор С. М. Калугин), а позже Петровский переулок (переименован в 1922 году).

## История
Ктиторами монастыря в различное время были: князья Дмитрий Донской, Иван Калита, Василий III, царь Алексей Михайлович Романов, император Пётр I.

### Основание

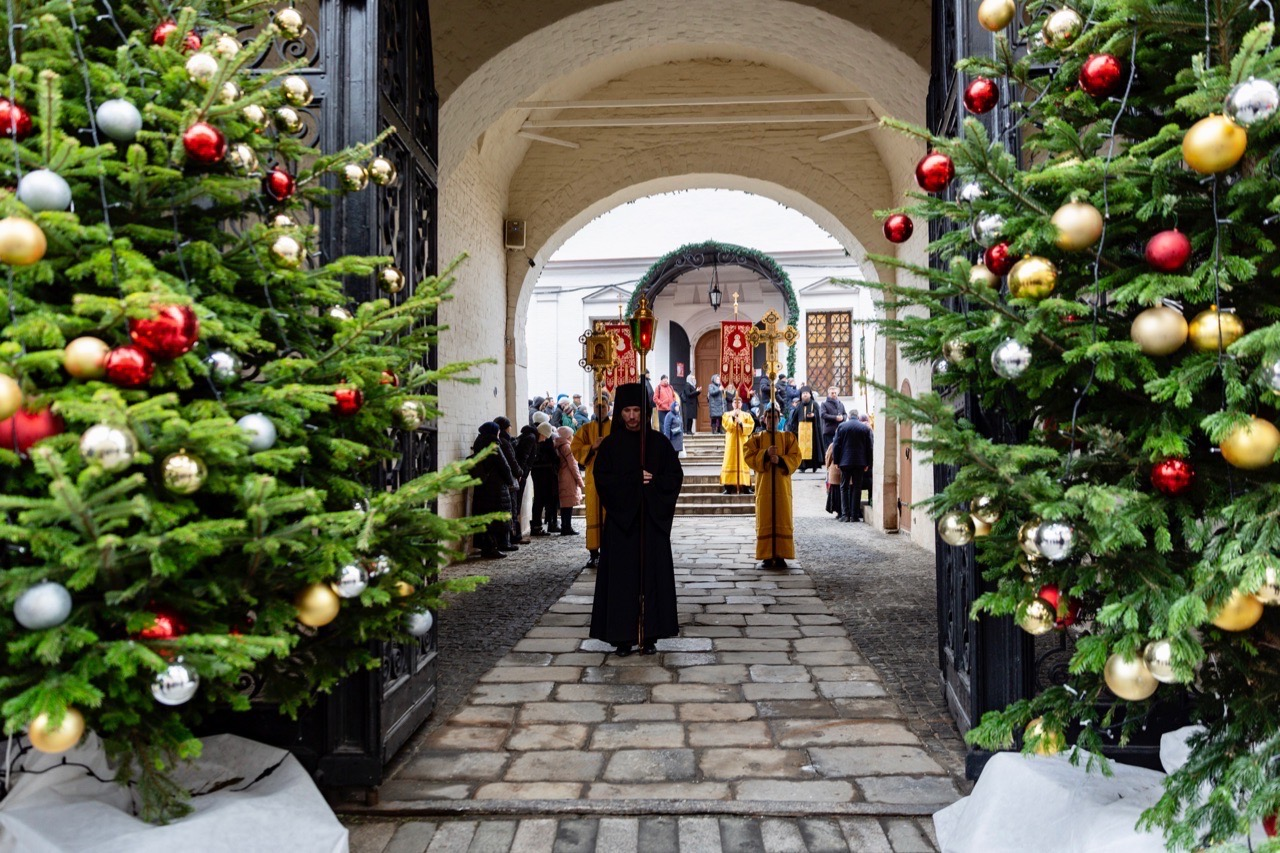
Крестный ход в праздник Рождества

Первые упоминания — в Рогожском летописце XV века, в котором указано, что в 1379 году архимандрит Высоко-Петровского монастыря Иоанн сопровождал архимандрита Митяя в Константинополь для утверждения на кафедре митрополита всея Руси.
Существует две основных версии основания монастыря.
Согласно первой, монастырь основал митрополит Киевский и всея Руси Пётр, построивший на высоком лесистом берегу реки Неглинной у Кремля деревянный храм во имя апостолов Петра и Павла. Это произошло либо в 1315—1317 годах, когда митрополит Пётр сблизился с Иваном Калитой, либо в 1326 году, когда митрополит Пётр перенёс митрополичью кафедру из Владимира в Москву. И только в начале XVI века храм был переосвящён в честь святителя Петра, митрополита Московского. От изначального же, древнего посвящения монастыря святым апостолам Петру и Павлу, возможно, осталось лишь имя его надвратной Петропавловской церкви, устроенной в XVIII веке.
Другая, более известная версия гласит, что Петровский монастырь основал Иван Калита и что первая, древнейшая его церковь была освящена во имя святых апостолов Петра и Павла. Согласно легенде, изложенной в Степенной книге, Ивану Калите в 1326 году, незадолго до кончины святителя Петра, было видение. Охотясь около того места, где находится сейчас Высоко-Петровский монастырь, Великий Князь увидел высокую гору, покрытую снегом. На глазах его снег растаял, а потом исчезла и сама гора. Рассказав об этом митрополиту Петру, он получил следующее толкование: «Гора высокая — это ты, князь, а снег — я, смиренный. Мне прежде тебя должно отойти из сей жизни». В память о чудесном видении, как считают сторонники этой версии, Иван Калита и построил на его месте Петропавловский храм, вокруг которого вскоре вырос монастырь.
Однако, существует и третья версия, которая приписывает основание монастыря Дмитрию Донскому. По этой версии, Дмитрий Донской заложил монастырь на месте церкви времён Калиты или возобновил уже существующую обитель в 1380 году после своего возвращения с Куликовской битвы в память о победе русского воинства.
По другим данным, деревянные здания монастыря, уничтоженные татарами в 1382 году во время разорительного набега хана Тохтамыша, отстраивались попечением князя Дмитрия Донского. По особому повелению великого князя в монастыре был возведён храм в честь Боголюбской иконы Божьей Матери, пользовавшейся почитанием среди московских Рюриковичей.

### XV—XVII век

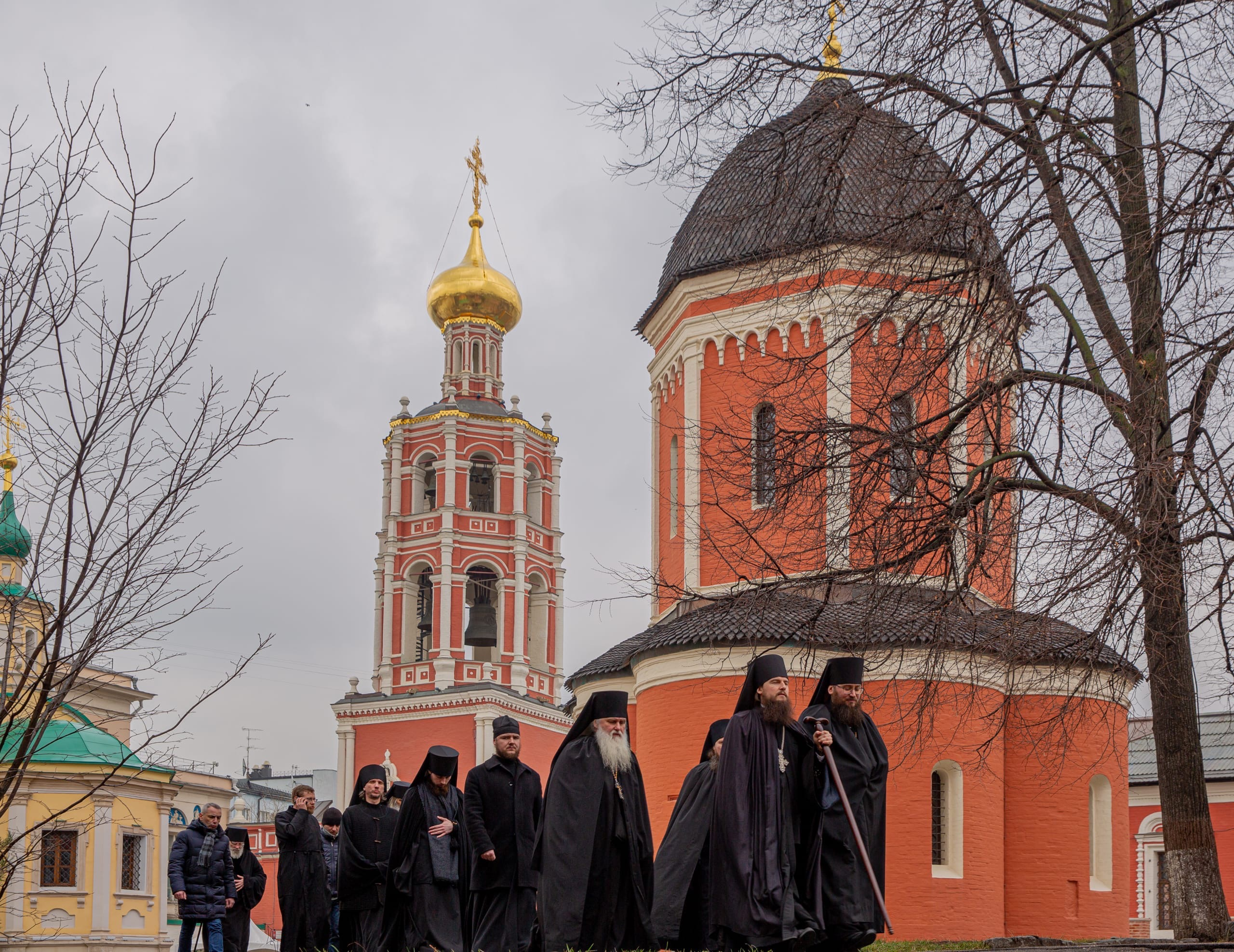
Братия и насельники Высоко-Петровского монастыря

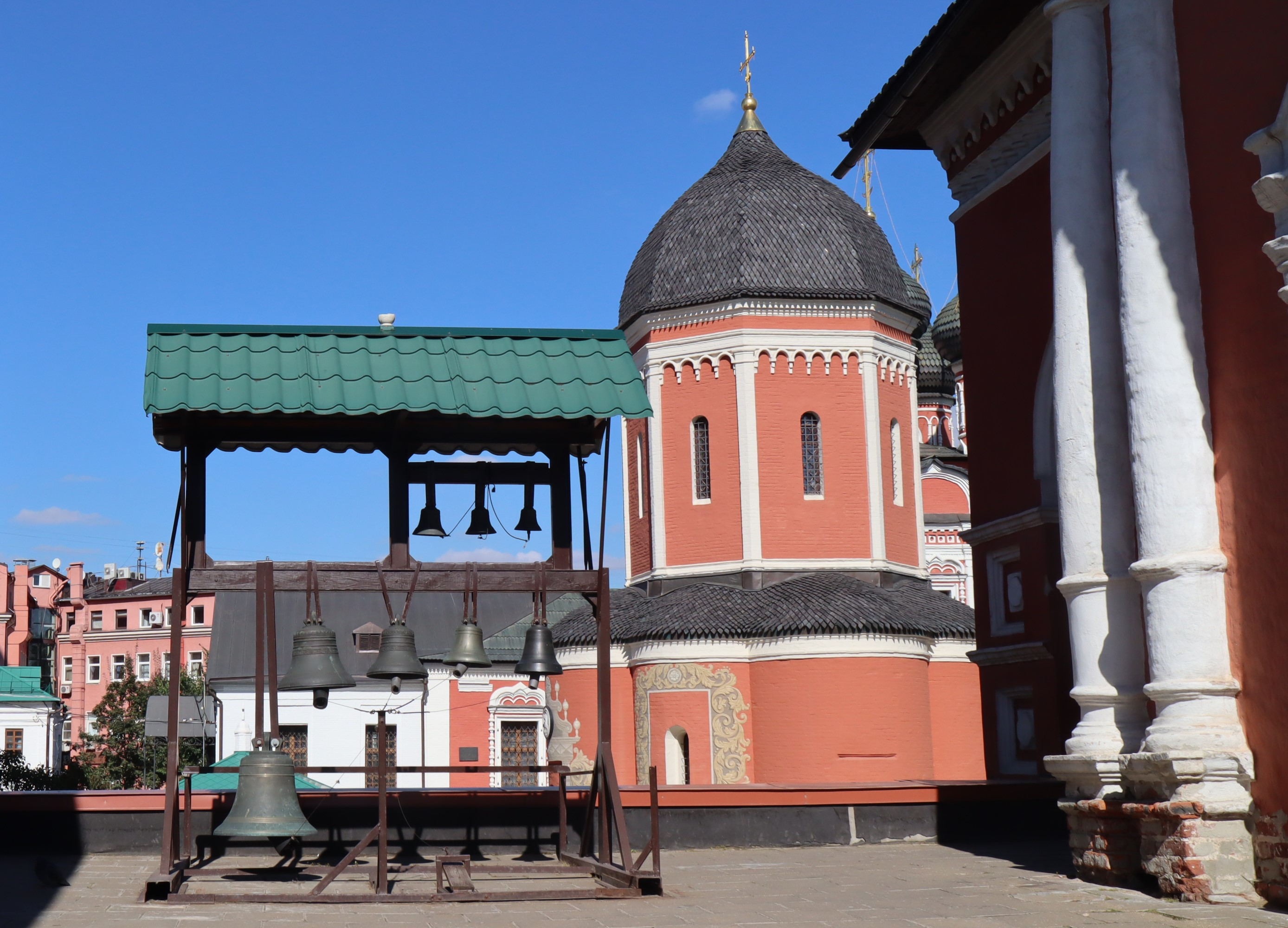
Малая звонница Высоко-Петровского монастыря

В средние века в истории Москвы было большое количество вражеских нашествий и пожаров, которые опустошали деревянный город. Особенно сильным был пожар 1493 года, когда выгорела половина Москвы, включая деревянные постройки монастыря. В огне погибло около двухсот человек — в том числе некоторые населенцы Петровского монастыря. Отстроенный заново по указу великого князя Василия III, монастырь приобрел первый каменный храм — во имя святителя Петра Митрополита, который был построен итальянским архитектором Алевизом Фрязином в 1514-17 годах и освящен 23 августа 1517 года. В это же время был построен деревянный храм в честь Покрова Пресвятой Богородицы. Именно в это время монастырь официально стал называться Высоко-Петровским, хотя и название «Петропавловский» употреблялось вплоть до XVIII века.
В очередной раз Высоко-Петровская обитель была опустошена 1611 году польско-литовскими интервентами. В 1612 году, после изгнания поляков, монастырь восстановили и обнесли каменной стеной. В это время он имел статус ставропигиального и управлялся архимандритами.
К середине XVII века монастырь располагался в северной части современной территории и владел к 1682 году — 519, а в 1700 году — 612 крестьянскими дворами. В монастыре на тот момент были: архимандрит, 4 священника, 2 диакона, дьячок, пономарь и 6 старцев.

### Пётр I (XVII—XVIII век)
В 1671 году, на рождение Петра I, его дед, Кирилл Полуэктович Нарышкин, подарил зятю, Алексею Михайловичу, свою усадьбу, располагающуюся бок о бок с Высоко-Петровской обителью. Алексей Михайлович, в свою очередь, передал усадьбу в дар монастырю, и территория его, таким образом, увеличилась почти вдвое.
Во время стрелецкого бунта 1682 года были убиты Иван и Афанасий Нарышкины, а престарелого Кирилла Полуэктовича Нарышкина вынудили постричься в монахи и отправиться под Вологду в Кирилло-Белозерскую обитель. Тела его замученных сыновей отдали царице, Наталье Кирилловне Нарышкиной, лишь через несколько дней, и она погребла их в московском Высоко-Петровском монастыре. Впоследствии здесь же были похоронены Кирилл Полуэктович Нарышкин и его супруга Анна Леонтьевна.

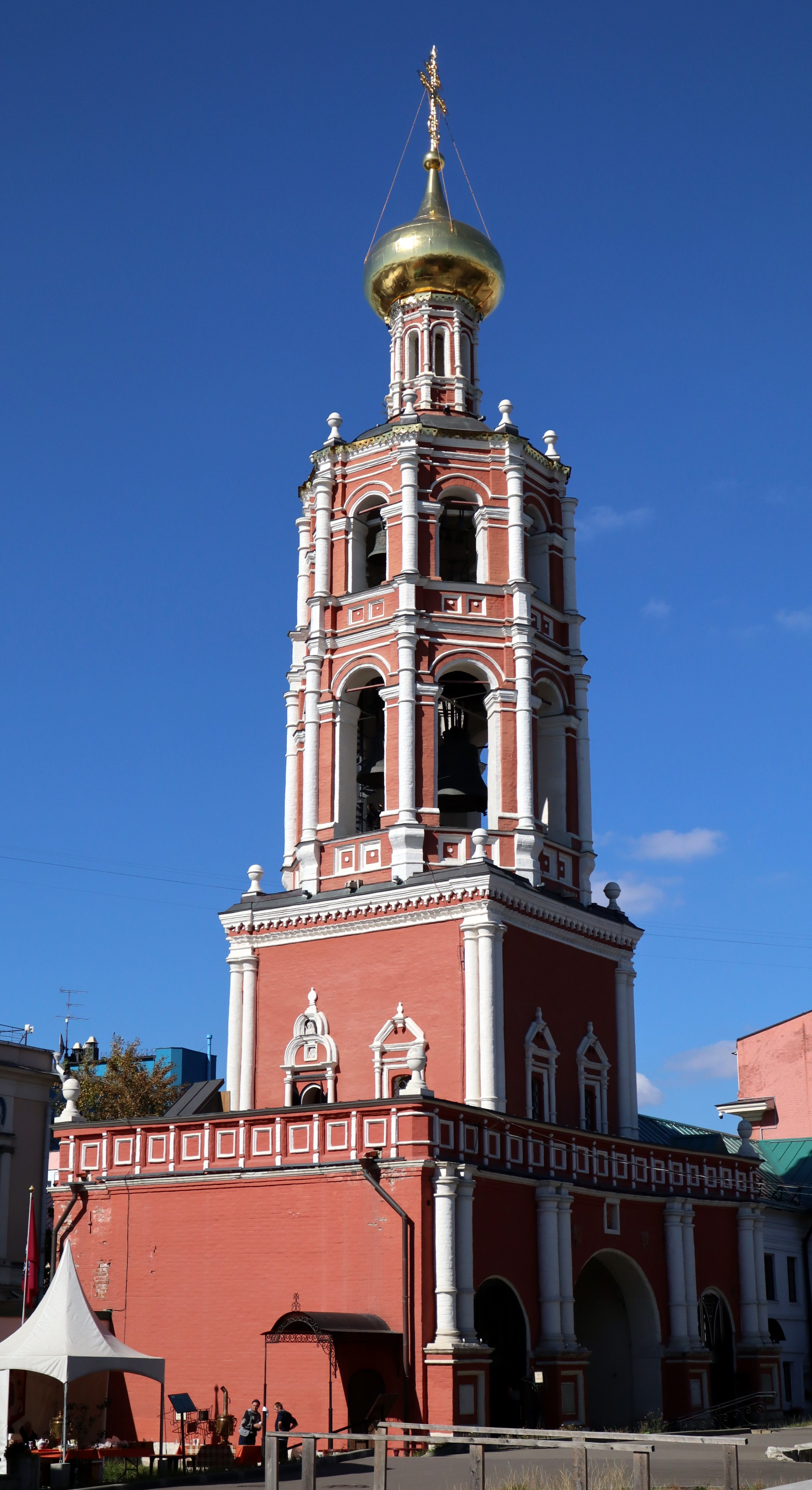
Колокольня монастыря

После стрелецкого бунта 1689 года, когда Пётр I стал полноправным государем, он предпринял обширное строительство:
- В 1690 году завершилось возведение Боголюбского храма, ставшего семейной усыпальницей Нарышкиных[8];
- В 1690-93 годах был построен трапезный храм во имя преподобного Сергея Радонежского (в благодарность за спасение молодого царя в Сергиевой обители);
- В 1690—1694 годах в обители появились святые врата с надвратной Покровской церковью и 2-ярусной колокольней, а также длинный братский корпус, занявший юго-западную часть монастырского двора.

Планировка монастыря в 80-90 годы XVII века включала северный (парадный) двор и южный (хозяйственный) двор. В центре северного двора располагался собор святителя Петра, на северной стороне от него симметрично расположен Боголюбский храм, а с юга — Сергиевская церковь.
В 1735 году в обители проживал 71 насельник, а монастырь владел примерно 6000 крестьян. В 90-х годах XVII века монастырю были пожалованы царской семьёй земли в Москве, Звенигородском, Боровском, Нижегородском, Орловском и других уездах. К монастырю были приписаны: Саратовский в честь Казанской иконы Божией Матери монастырь, Саранский Богородицкий монастырь, Льговская пустынь, Раева Никандрова пустынь. В начале XVIII века Высоко-Петровский монастырь среди московских монастырей занимал пятое место по количеству дворов.
В 1743—1745 годах монастырь находился в ведении митрополита Московского Иосифа (Волчанского), а в 1745—1764 годах — в ведении Святейшего Синода.
С 1764 года, после секуляризации монастырских земель, отнесен ко второму классу и является ставропигиальным, а с 1775 года входит в Московскую епархию с правом служения архимандрита со скрижалями.
В 1788 году в обители находился на жительстве и лечении епископ Переславский Феофилакт (Горский).

### XIX век

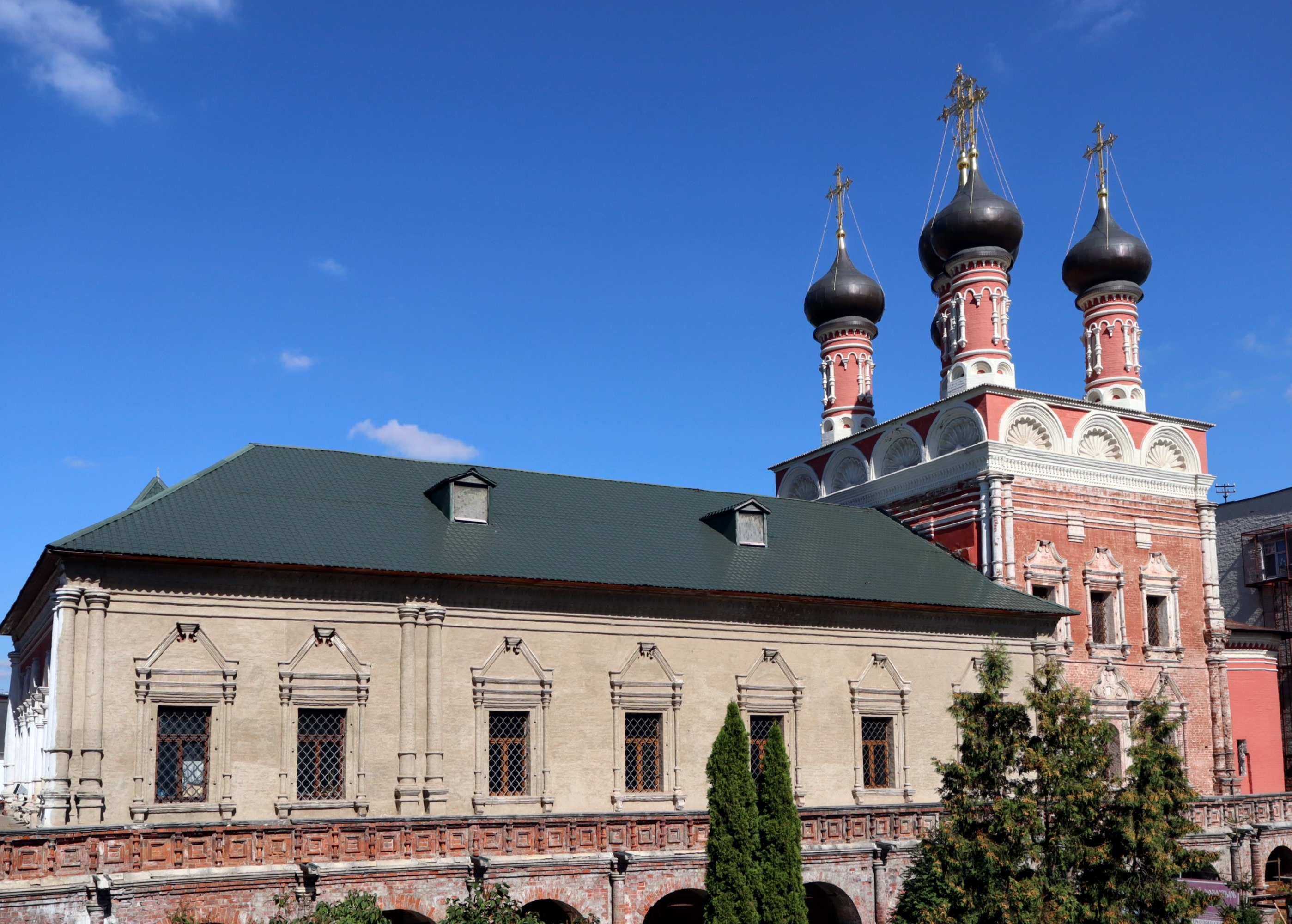
Церковь Преподобного Сергия Радонежского (южный фасад)

Серьёзный ущерб нанес Высоко-Петровскому монастырю 1812 год. После взятия Москвы наполеоновскими войсками,  в нём расположилась «тысяча французских кавалеристов». Все, что осталось в обители, было разорено и разгромлено (в том числе и богато украшенные надгробия бояр Нарышкиных), храмы подверглись осквернению. Архимандрит Иоанникий успел вывезти ризницу и реликвии в Ярославль. В Боголюбской церкви на крючья, забитые прямо в иконостас, французы подвешивали туши скота. Здесь же маршал Мортье выносил москвичам смертные приговоры по подозрениям в поджоге города. Обвиняемых расстреливали на бульваре, у стен обители, а хоронили возле колокольни.
После окончания войны были упразднены Пахомиевская и Покровская церкви.
В следующие десятилетия монастырь постепенно восстанавливался и стал играть одну из важнейших ролей в духовной жизни Москвы. За ним укрепилось особое, просветительское послушание. Большинство петровских настоятелей в это время были так или иначе связаны с образованием. В 1822 году из Заиконоспасского московского монастыря в Высоко-Петровский монастырь было переведено духовное училище. В монастыре находилось собрание Московской епархиальной библиотеки, а с 1863 года она стала местом заседаний «Общества любителей духовного просвещения», основание которого благословил архиепископ Филарет (Дроздов).

### XX век
В начале XX века Высоко-Петровским монастырём управлял будущий святитель-мученик Макарий (Гневушев). В монастыре постоянно проживало 15 насельников. В 1901 году на месте двух деревянных богаделен, полученных монастырём в конце XVII века, было построено трехэтажное здание доходного дома по проекту архитектора И. И. Бони, реквизированное в 1918 году и не возвращённое впоследствии.
В 1910 году монастырь получал субсидию из казны 1249 рублей в год, а в 1916 году общий капитал монастыря составлял 116 194 рублей.

#### После революции 1917 года
После Октябрьской революции монастырь был формально закрыт в 1918 году. Все жилые здания были реквизированы и переданы в жилищный фонд. Продолжали действовать храмы.
Осенью 1923 года здесь возникла одна из крупнейших подпольных монашеских общин в СССР во главе с епископом Варфоломеем (Ремовым), который пригласил сюда для служения в монастырских храмах часть братии закрытой в начале того же года Смоленско-Зосимовой пустыни Бывший монастырь оставался центром общины до июня 1929 года, когда был закрыт последний — Боголюбский — храм монастыря.

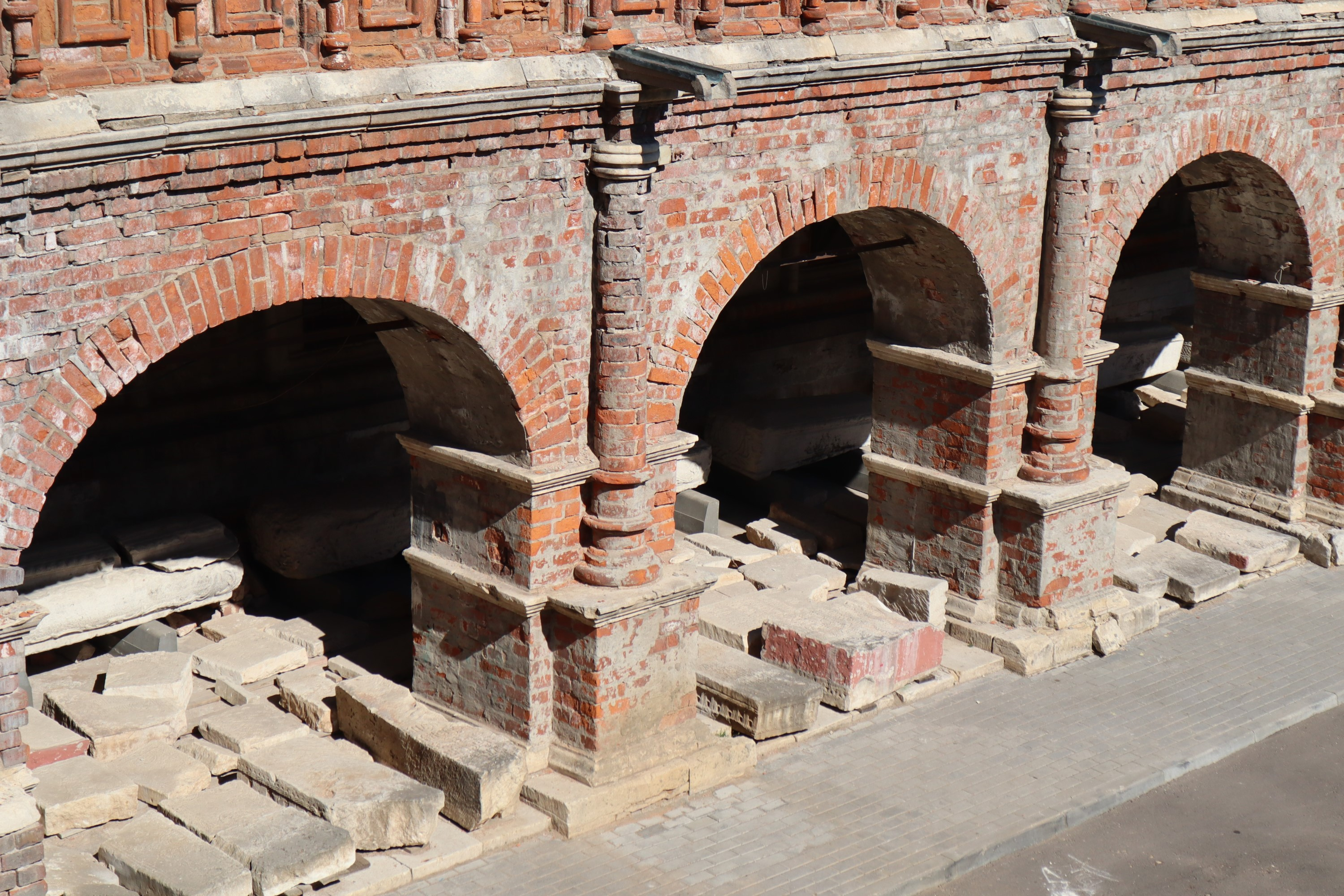
Оставшиеся надгробия с бывшего монастырского кладбища

С «подпольным периодом» монастыря связаны имена девяти монахов и прихожан монастыря, канонизированных российских святых, принявших мученическую кончину за Христа или подвергшихся гонениям после Октябрьской революции 1917 года:
- сщмч. Макарий (Гневушев) — расстрелян 4 сентября 1918;
- прпмч. Игнатий (Лебедев) — умер 11 сентября 1938 года в заключении;
- прпмч. Герман (Полянский) — расстрелян в 1937 году;
- прпмч. Феодор (Богоявленский) — умер 19 июля 1943 года в ссылке;
- прпмч. Варлаам (Никольский) — расстрелян 19 ноября 1937 года;
- прпмч. Макарий (Моржов) — расстрелян 10 июня 1931 года;
- прпмч. Косма (Магда) — расстрелян в 1937 году;
- м. Николай Варжанский, организатор Варнавинского общества трезвости — расстрелян 19 ноября 1918 года;
- м. Иоанн Попов, богослов, церковный историк, профессор Московской духовной академии — расстрелян в 1937 году.

В 1929 году закрыли последнюю действующую церковь на территории монастыря — в честь Боголюбской иконы Божией Матери. Каменные надгробия бояр Нарышкиных были уничтожены, а в помещении храма устроили завод по ремонту сельскохозяйственной техники. В Сергиевском храме располагалась библиотека, а затем спортзал. В храме святителя Петра — литейный цех. В остальных зданиях — Толгском храме, церкви Казанской иконы Божией Матери, настоятельском корпусе, корпусе братских келий с Нарышкинскими палатами и в усыпальнице Нарышкиных — были устроены коммунальные квартиры. На месте монастырского сада был организован детский сад.
С Сергиевского и Боголюбского храмов были срублены купола с крестами. К 1950 году ансамбль монастыря был почти полностью утрачен.
Градостроительный план Москвы, по некоторым данным, предполагал снос монастыря для расширения дороги.
В 1959 г. монастырь был передан в ведение Министерства культуры и получил статус памятника архитектуры. Коммунальные квартиры и заводы были выселены с территории монастыря. В Сергиевом храме была открыта репетиционная площадка, в братском корпусе расположился филиал Государственного литературного музея, остальные здания занимала Росизопропаганда, Общество охраны памятников и театральные мастерские.

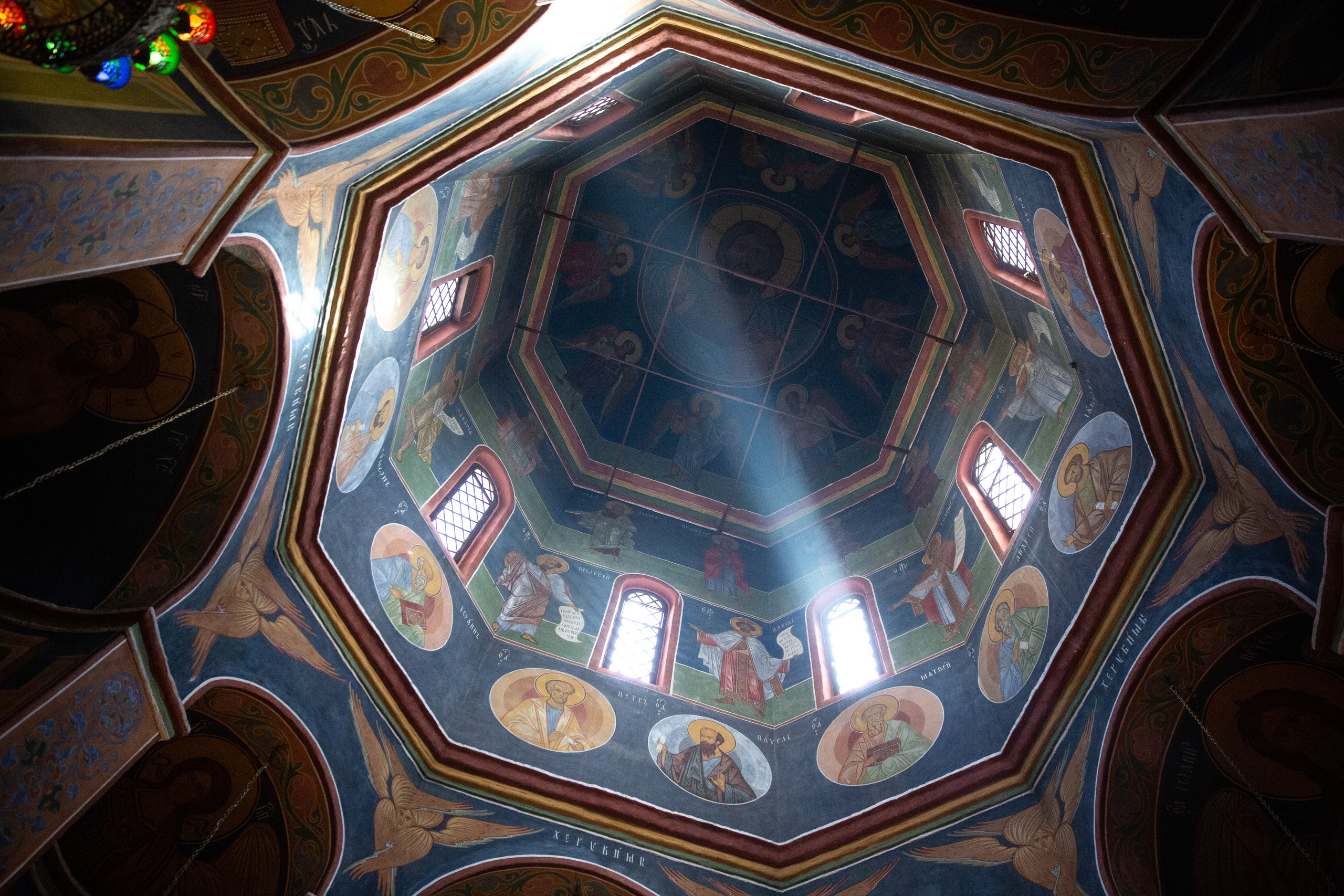
Петровский собор

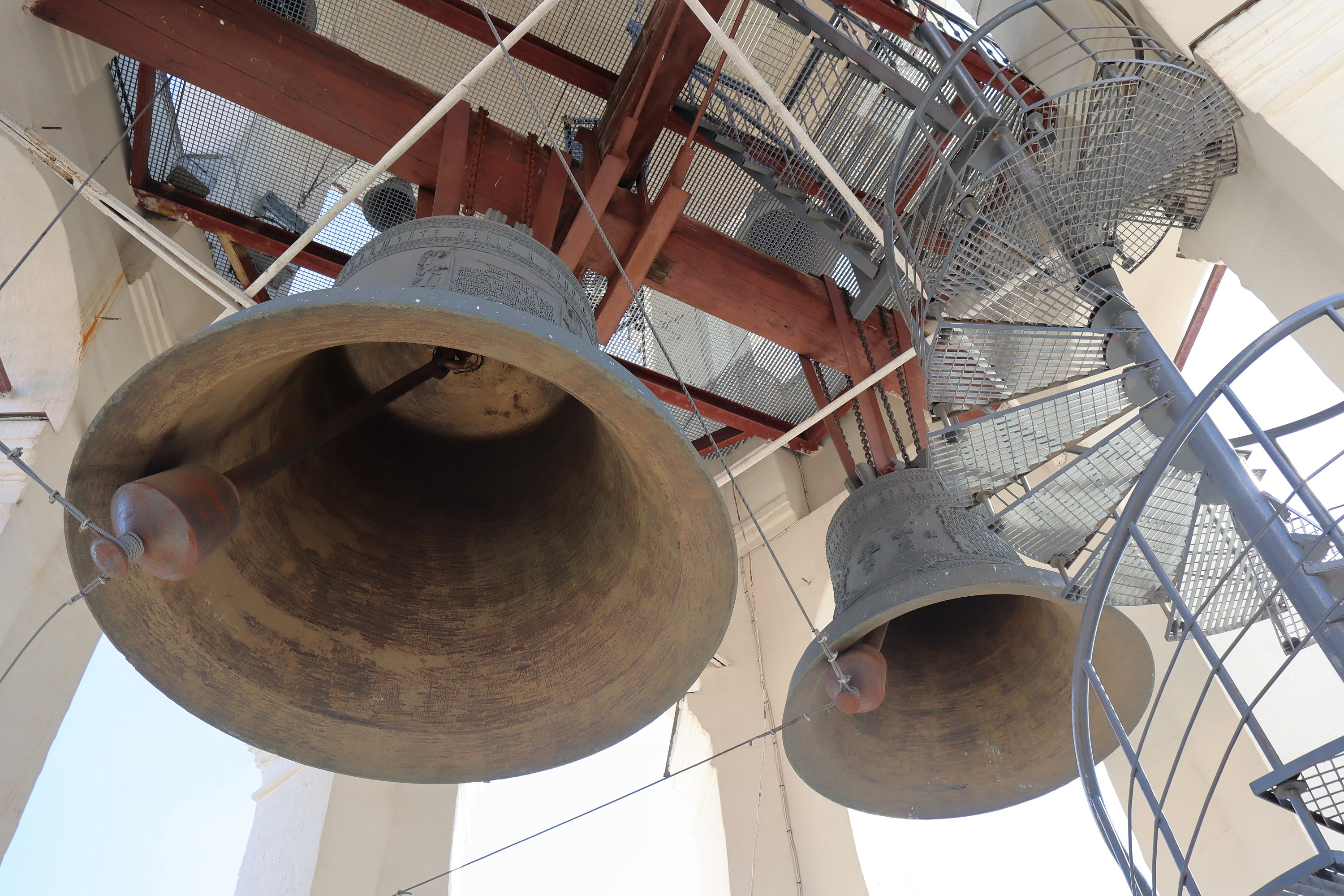
Колокола на колокольне

#### Реставрационные работы XX века
Реставрацией с 1953 по 1987 года по заказу Министерства культуры занимался архитектор Борис Дедушенко, однако в связи с отсутствием финансирования работы не были закончены.
Реставрируемые постройки:
- Собор святителя Петра. На первом этапе реставрации в 1954—1957 годах отремонтирована кирпичная кладка стен и железная крыша. Полномасштабная реставрация начата в 1979 году — расчищен пол до состояния XVI века, восстановлены оконные проёмы 1514 года и черепичная крыша.
- Сергиевская церковь. Реставрационные работы начаты в 1952 году.
- Боголюбская церковь. Церковь полностью отреставрирована с 1950 по 1980 год с восстановлением первоначального облика.
- Толгская церковь.
- Церковь Петра и Павла (Пахомия Великого).
- Палаты Нарышкиных. Братские кельи XVII века.
- Настоятельский корпус.

#### После распада СССР
Указом Президиума Московского городского Совета от 3 июля 1992 года и распоряжением президента РФ от 14 декабря 1994 года комплекс Высоко-Петровского монастыря передан Русской православной церкви. Однако древние монастырские Нарышкинские палаты, где с 1971 года располагался Государственный литературный музей, оставались занятыми этим музеем до выделения ему нового помещения.
В 1992 году в настоятельском корпусе разместился отдел религиозного образования и катехизации Московского патриархата; богослужения были возобновлены в трапезном храме преподобного Сергия Радонежского. Монастырь получил статус патриаршего подворья. Первым настоятелем стал архимандрит Иоанн (Экономцев).
В 1992—1993 годах в Высоко-Петровском монастыре был основан Российский православный институт Святого Иоанна Богослова.

### Настоящее время

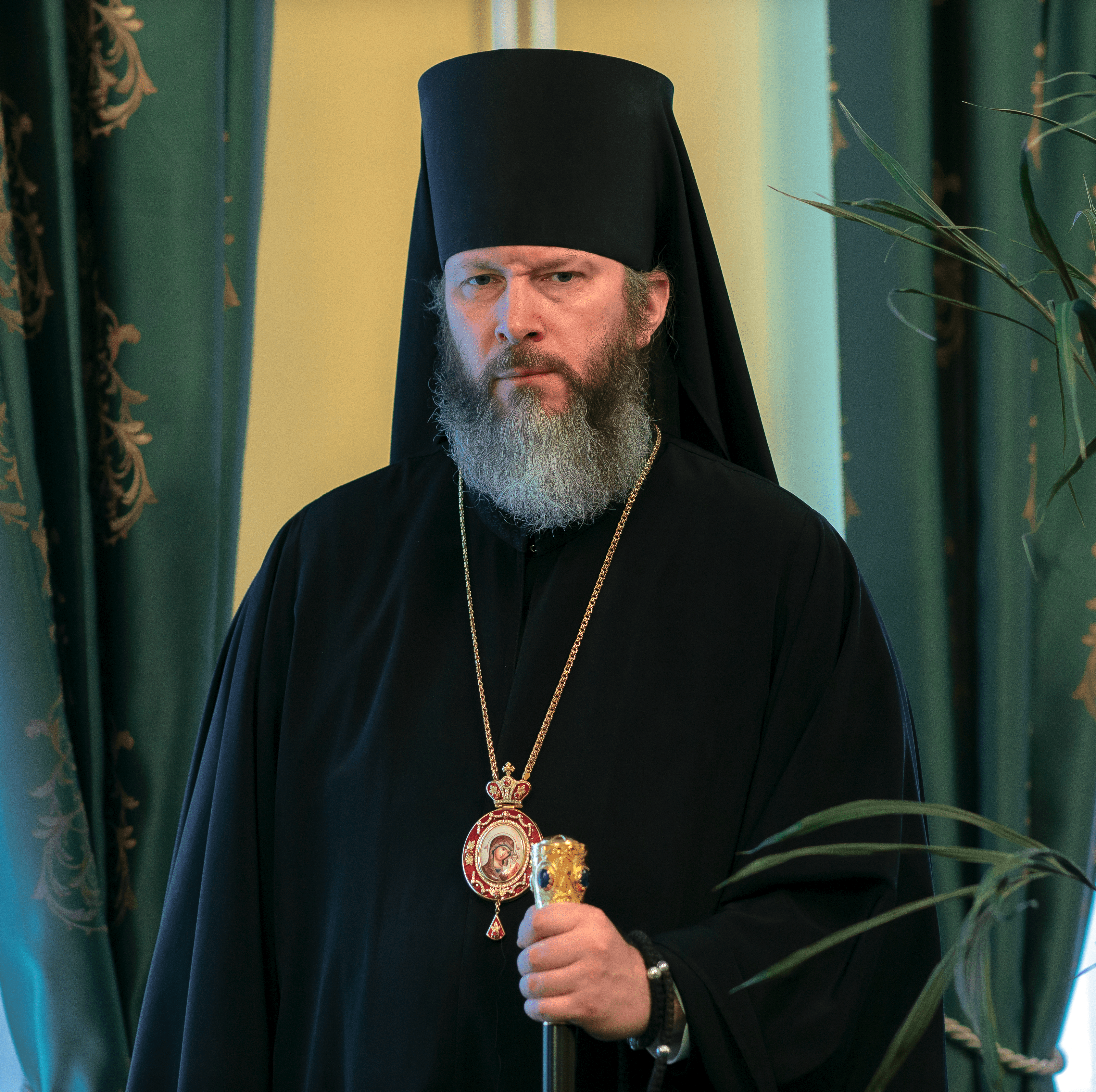
Наместник монастыря — епископ Луховицкий Евфимий (Моисеев)

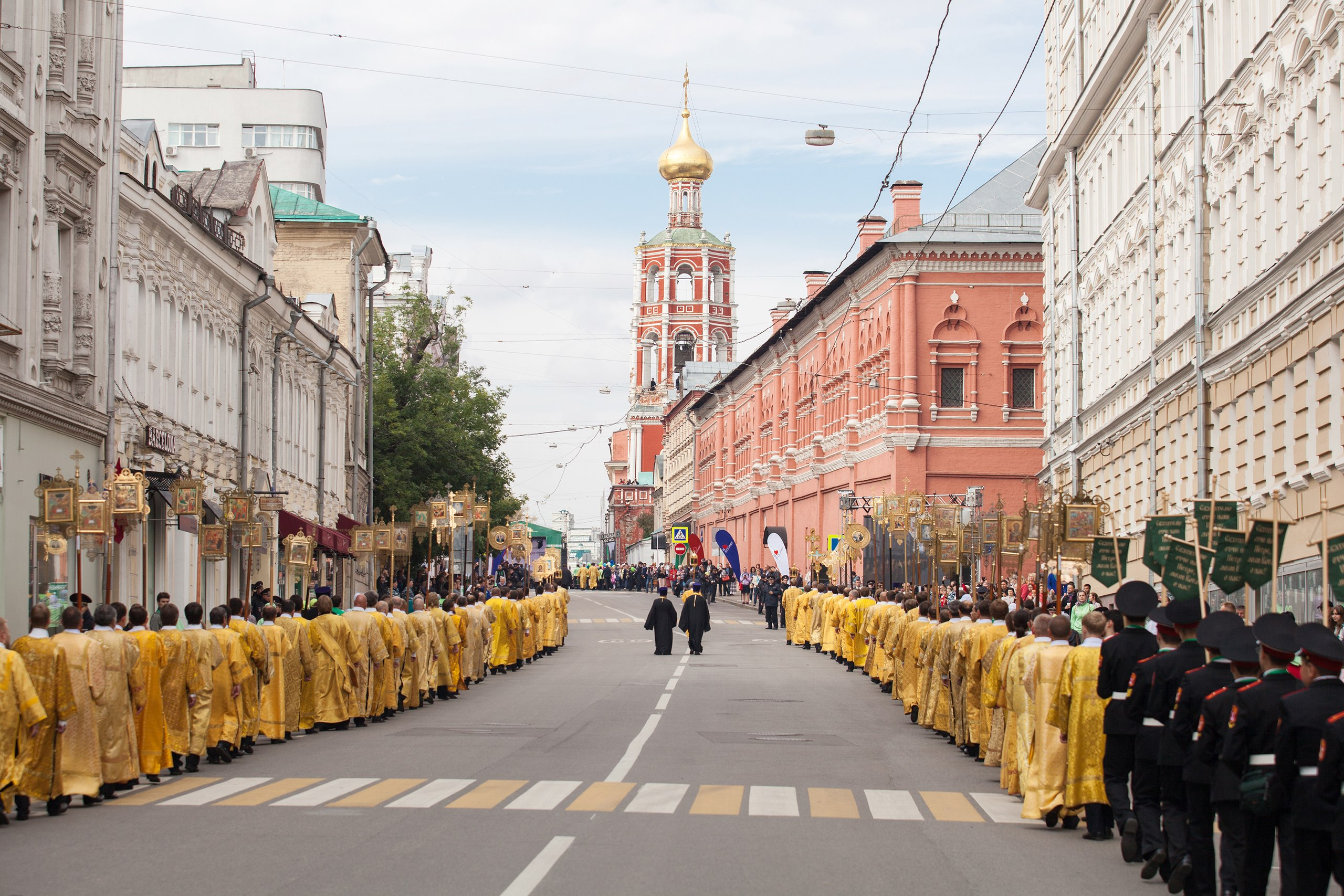
Крестный ход в день празднования 700-летия основания монастыря, 6 сентября 2015 года

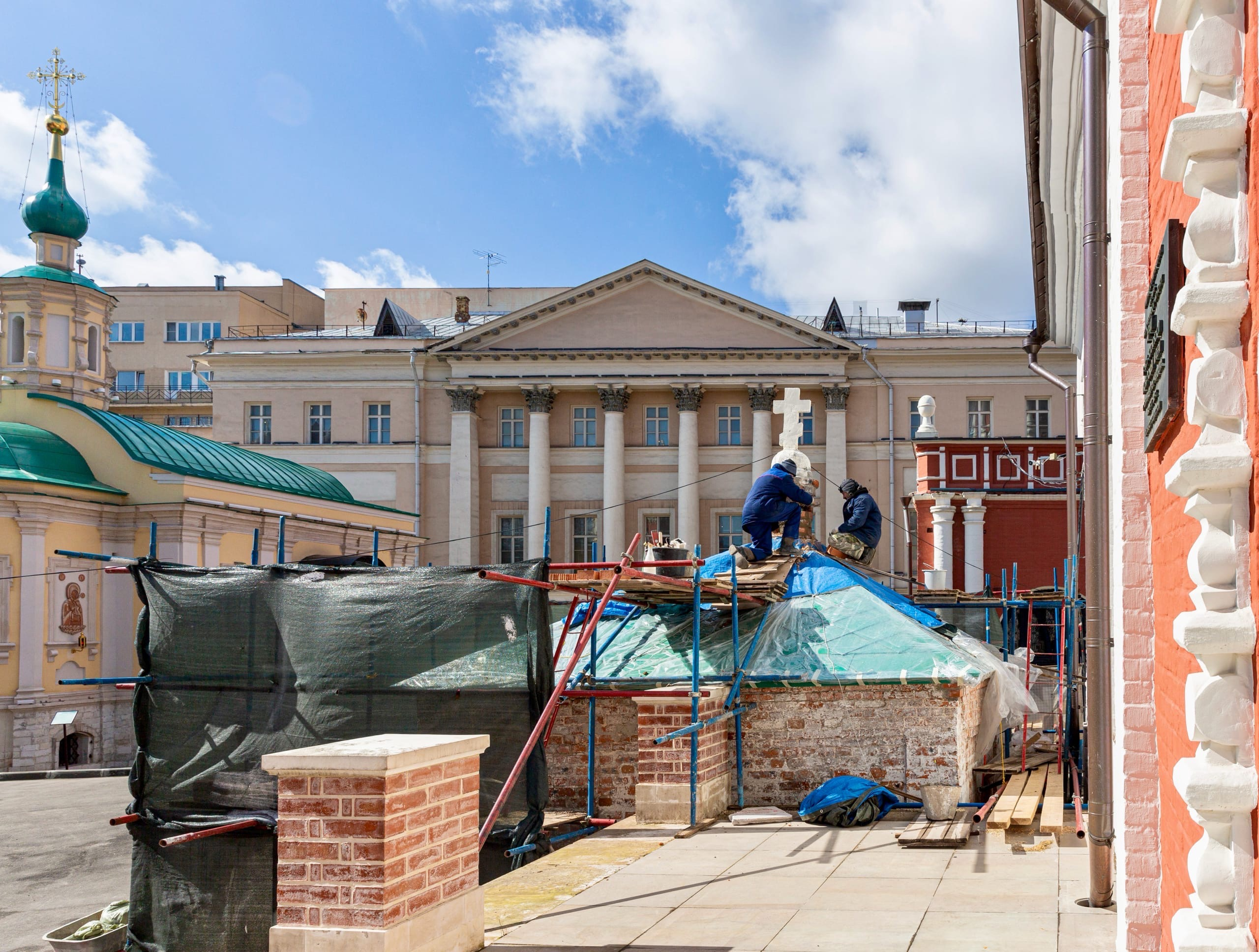
Реставрация усыпальница Нарышкиных, весна 2021 год

Решением Священного синода от 10 октября 2009 года по прошению епископа Зарайского Меркурия было принято решение о возрождении монашеской жизни в Высоко-Петровском монастыре. Наместником монастыря назначен епископ Меркурий.
20 февраля 2010 года в монастыре было совершено первое после длительного перерыва патриаршее богослужение и освящён новый колокол — благовестник «Святитель Петр».
Решением Священного синода от 12 марта 2013 года на должность наместника Высоко-Петровского ставропигиального монастыря назначен игумен Петр (Еремеев). В декабре 2014 года были освобождены и переданы Высоко-Петровскому монастырю Нарышкинские палаты, занимаемые ранее Государственным литературным музеем, экспозиция которого переехала в новое помещение.
С 2017 по 2018 год проведена масштабная реставрация монастыря. Специалисты провели работы на фасадах, в частности, восстановили живопись. Стены храма укрепили специальным раствором, оштукатурили и покрасили в красный цвет по технологиям XVI века. К ноябрю 2018 года реставрация каменной церкви Петра Митрополита на Петровке была практически завершена. В 2021 году отреставрирована усыпальница Нарышкиных.
В декабре 2021 года решением Священного синода на должность наместника Высоко-Петровского ставропигиального монастыря назначен игумен Евфимий (Моисеев), ныне — епископ Луховицкий.. В мае 2025 года наместником назначен игумен Иоанн (Железнов).
По состоянию на 2019 год, братия монастыря составляет 11 монашествующих.

## Святыни обители

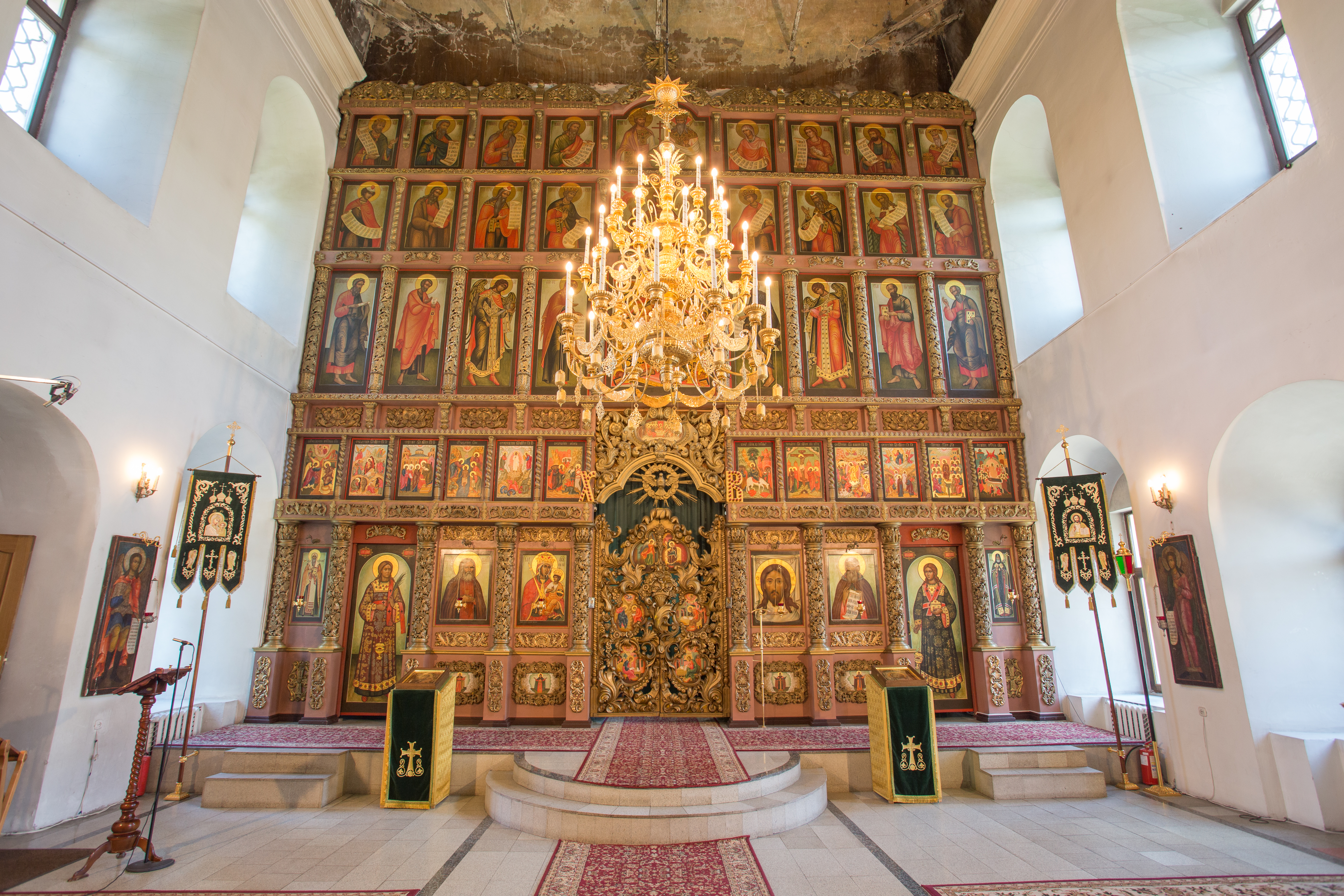
Иконостас церкви Преподобного Сергия Радонежского, 2015

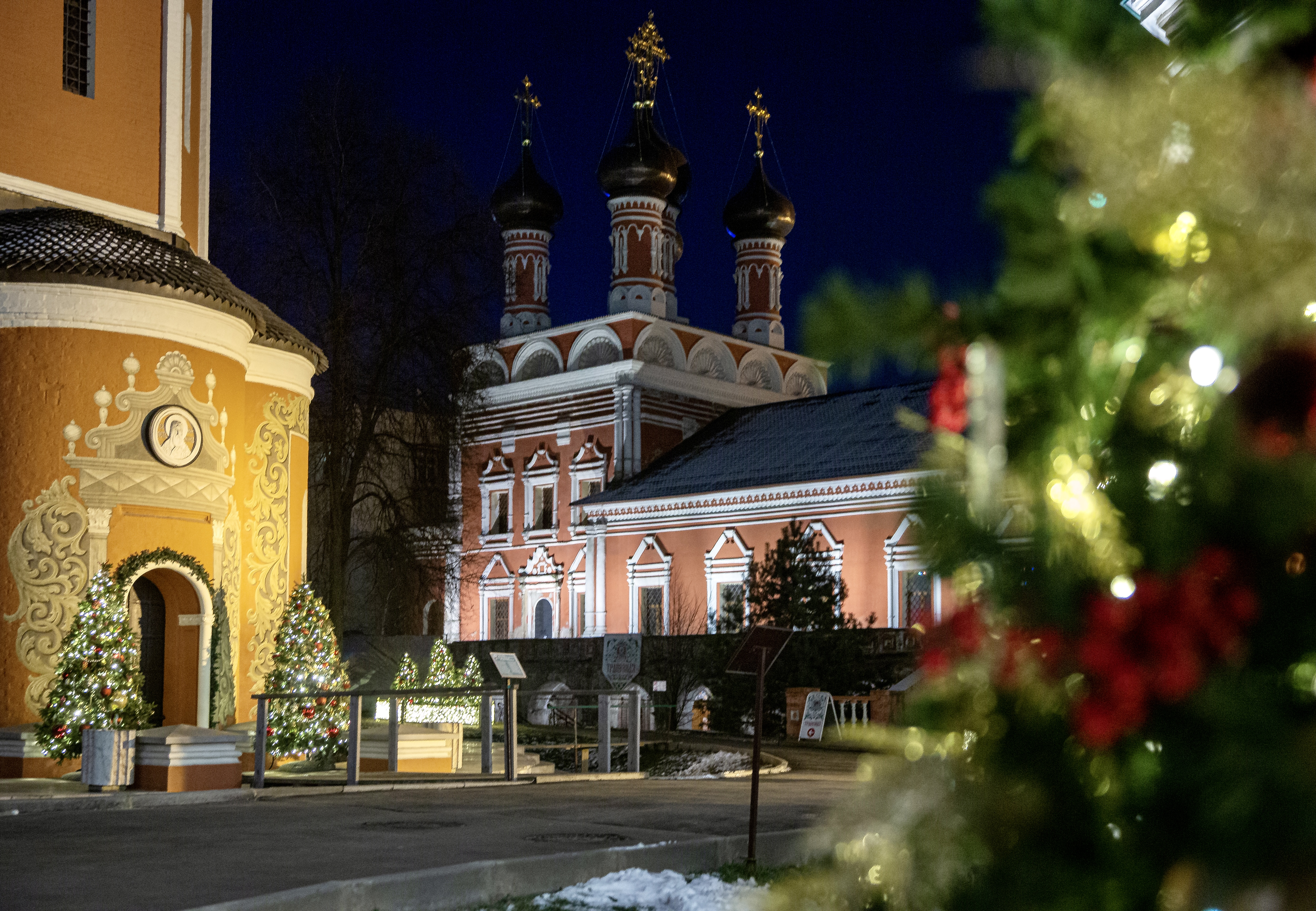
Праздник Рождества в Высоко-Петровском монастыре, 2021 год

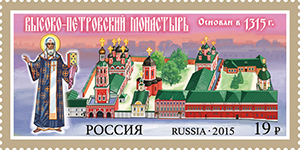
Марка РФ c монастырём из серии «Монастыри Русской православной церкви», 2015

К началу XX века Высоко-Петровская обитель обладала богатейшей ризницей. В монастыре хранились три Евангелия XVII века, серебряные кресты с частицами Креста Господня, камни от Гроба Господня, мощи великомучеников Феодора Стратилата, Пантелеимона, Иоанна Воина, святителя Алексия, митрополита Московского, преподобных Анастасия Синаита, Григория Декаполита, списки с Боголюбской, Владимирской, Толгской икон Божией Матери, копия 1701 года с Влахернской иконы, образ святителя Петра с частицей мощей, список с Казанской иконы Божией Матери.
После революции всё было разграблено. С началом возвращения зданий монастырю постепенно стали появляться новые святыни.
Главной святыней монастыря является часть мощей святителя Петра, митрополита Киевского, Московского и всея Руси чудотворца. 20 февраля 2010 года Святейший Патриарх Московский и всея Руси Кирилл передал обители ковчег с частью мощей святителя Петра. Этот ковчег пребывает в алтаре Сергиевского храма, а по субботам во время полиелея на всенощной выносятся на поклонение верующих.
В 2003 году один из благотворителей обители, Е. М. Ряпов, подарил ей выкупленные святыни, которые некогда принадлежали Патриарху Алексию I (Симанскому): частицы мощей преподобного Серафима Саровского, лоскут его мантии и фрагмент камня, на котором святой молился тысячу дней и ночей. Они находятся Дивеевском ковчеге в Сергиевском храме. Также в ковчеге находятся частицы мощей святителя Спиридона Тримифунтского, священномученика Фаддея Тверского, преподобных Иова Анзерского, Нила Столобенского, Алексия и Германа Зосимовских, Сергия Радонежского, праведного Иоанна Кормянского.
В Сергиевском храме Высоко-Петровского монастыря находится ростовая икона святителя Киевского, Московского и всея Руси Петра, первого московского митрополита, всея Руси чудотворца, основателя Высоко-Петровского монастыря. Является самой почитаемой иконой в Высоко-Петровской обители. В иконе находится частица мощей святителя Петра, переданная обители Святейшим Патриархом Московским и всея Руси Кириллом 20 февраля 2010 года. На обороте иконе изображён Московский Кремль с видом на Успенской собор, под стенами Кремля изображён Высоко-Петровский монастырь.
Из Киево-Печерской Лавры был привезён ковчег с частицами мощей всех преподобных отцов Киево-Печерских.
30 апреля 2013 года Святейшим Патриархом Московским и всея Руси Кириллом в дар монастырю был передан крест с частицей Креста Господня.
Также в монастыре находятся чудотворная Казанская икона Божией Матери, Влахернская икона Божией Матери, мощи святителя Митрофана Воронежского, точный список с Толгской иконы Божий Матери, написанной в XVIII веке.

## Постройки

### Собор святителя Петра, митрополита Московского

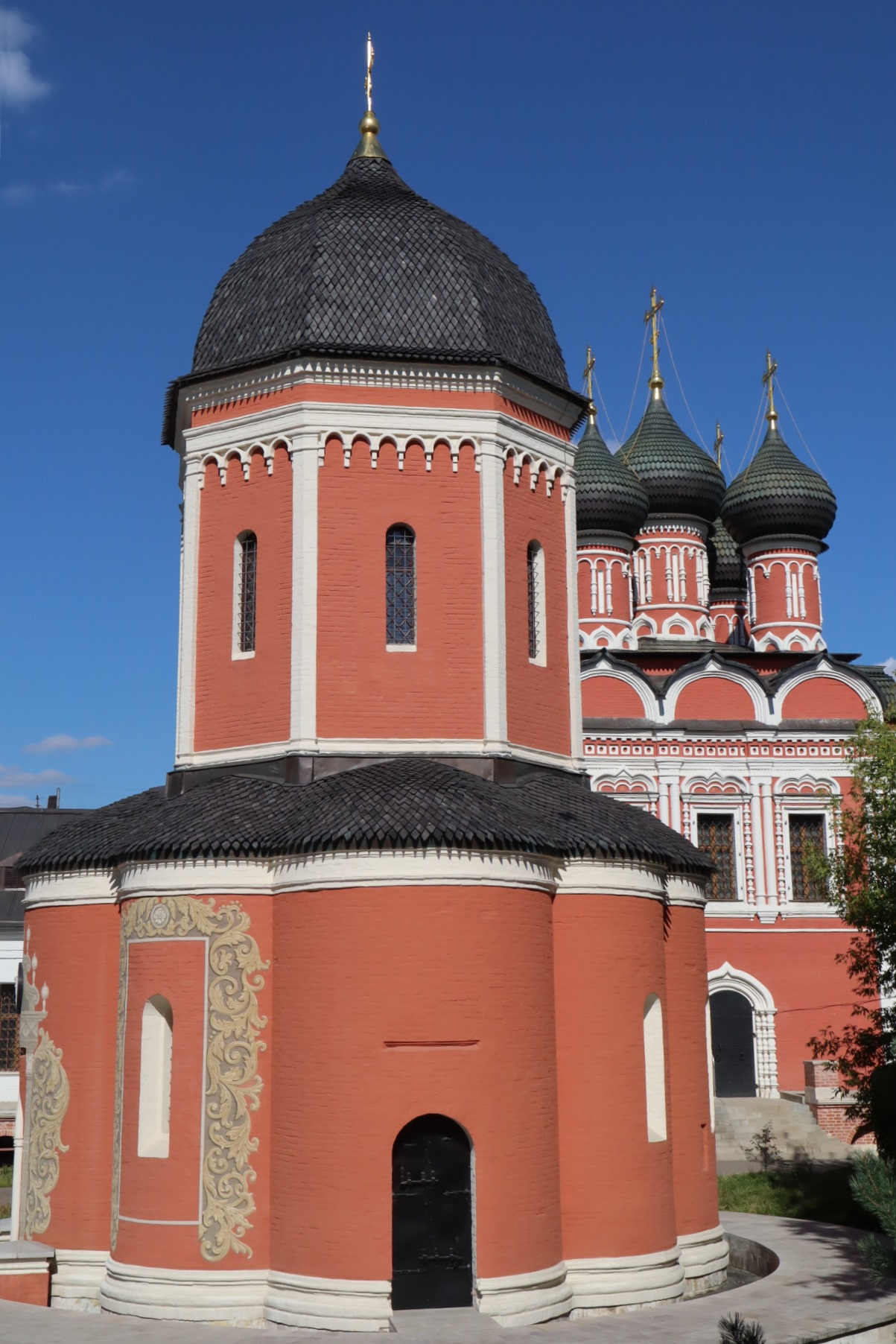
Собор Петра Митрополита, 2022

Изначально на месте собора находилась деревянная церковь во имя апостолов Петра и Павла. После смерти и канонизации митрополита Петра храм в 1339 году переосвятили в его честь. В 1514—1517 годы деревянный храм был перестроен в камне архитектором Алевизом Новым.
Собор построен в виде восьмигранной башни, увенчанной шлемовидной главой, которая возвышается над восьмилепестковым нижним ярусом. Иногда ошибочно классифицируется как «восьмерик на четверике». Собор является одним из самых ранних примеров столпообразных храмов в русском зодчестве. Собор невелик, он соответствует невысокой деревянной застройке первоначального ансамбля монастыря. Восьмилепестковый ярус храма несёт световой восьмерик, перекрытый сводом и завершённый гранёным шлемовидным покрытием. Большие «лепестки» нижнего яруса расположены по странам света и вместе с диагонально лежащими меньшими перекрыты конхами. В северном, южном и западном размещены входы в собор, в остальных прорезаны окна. Декорация фасадов проста и лаконична. Пилястры, акцентирующие углы восьмерика завершены поясом кирпичного карниза, по низу которого идет аркатура. Округлые формы нижнего яруса объединены антаблементом и высоким цоколем.
В 1690 году собор был частично перестроен Нарышкиными в стиле московского барокко. Узкие окна растесали, плоскость стен украсили живописными наличниками и нарядными порталами, пилястрами и аркатурным пояском под карнизом. В XVI веке собор с 3 сторон был окружен крыльцами; в конце XVII века к западному порталу было пристроено крыльцо со сводом на 4 столпах.
Освящение храма было совершено в присутствии царей Петра и Ивана Алексеевичей.
В 1689-90 годах собор был отремонтирован, была построена белокаменная открытая галерея-паперть вокруг храма. Собор повторно освятили в присутствии Петра I. В 1691 году Климом Михайловым был закончен иконостас. В 1713—1714 узкие окна собора были расширены в широкие квадратные проемы.
В 1920-е годы вместе с монастырём собор был закрыт. Иконостас сохранялся в нём до начала 1940-х годов. До 1980-х годов собор использовался как склад Дирекции художественных фондов Министерства культуры РСФСР. В 1984 году собор был восстановлен в формах архитектуры XVI века архитектором Б. П. Дедушенко во время реставрации комплекса монастыря.
В 1990-е годы собор был передан Патриаршему подворью Высоко-Петровского монастыря. Для храма создали новый иконостас и выполнили фресковую живопись в соответствии с современными представлениями о росписях древнерусских храмов. 3 января 1998 года состоялось освящение храма.

### Собор Боголюбской иконы Божией Матери

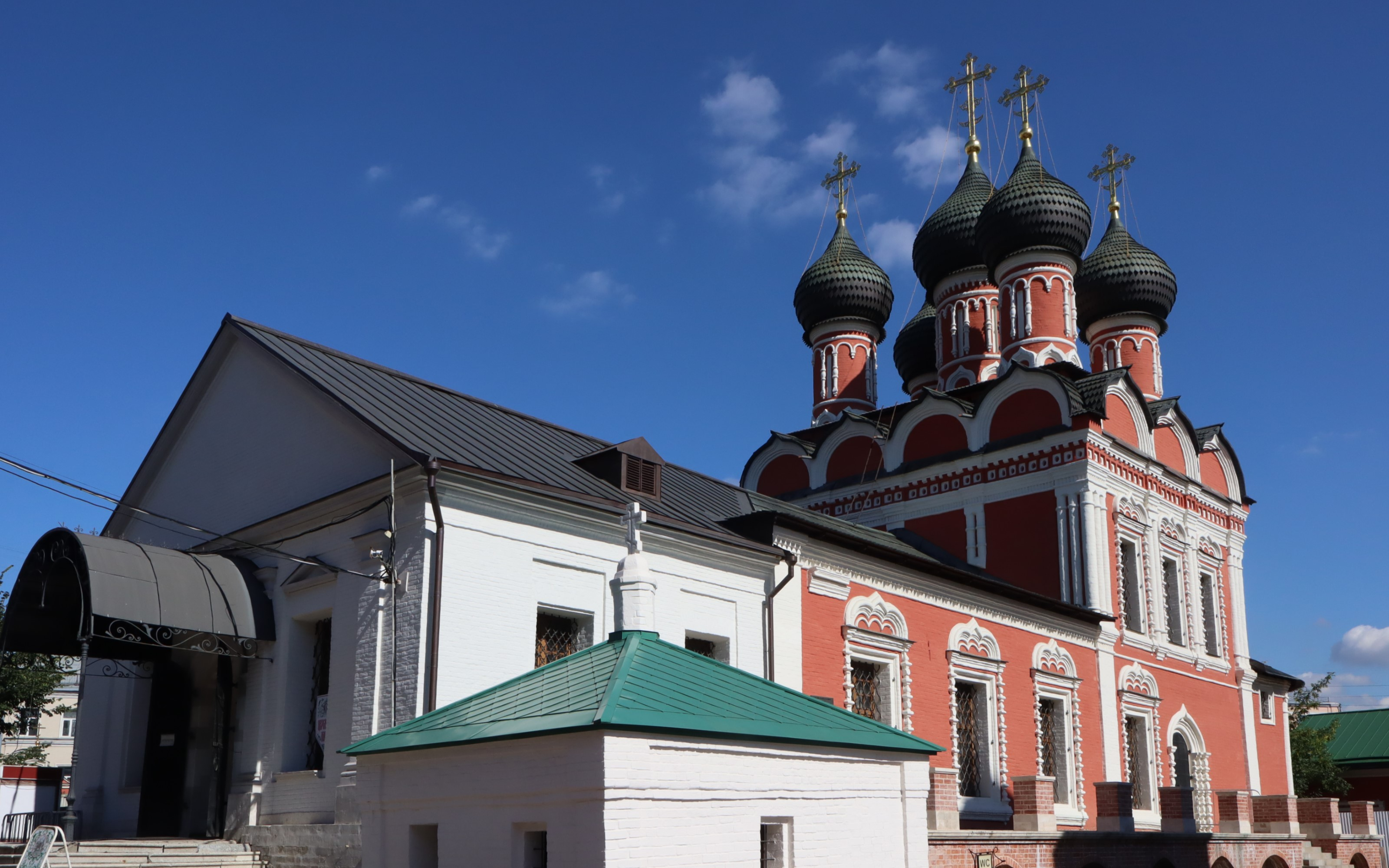
Боголюбский Собор и усыпальница Нарышкиных, 2022

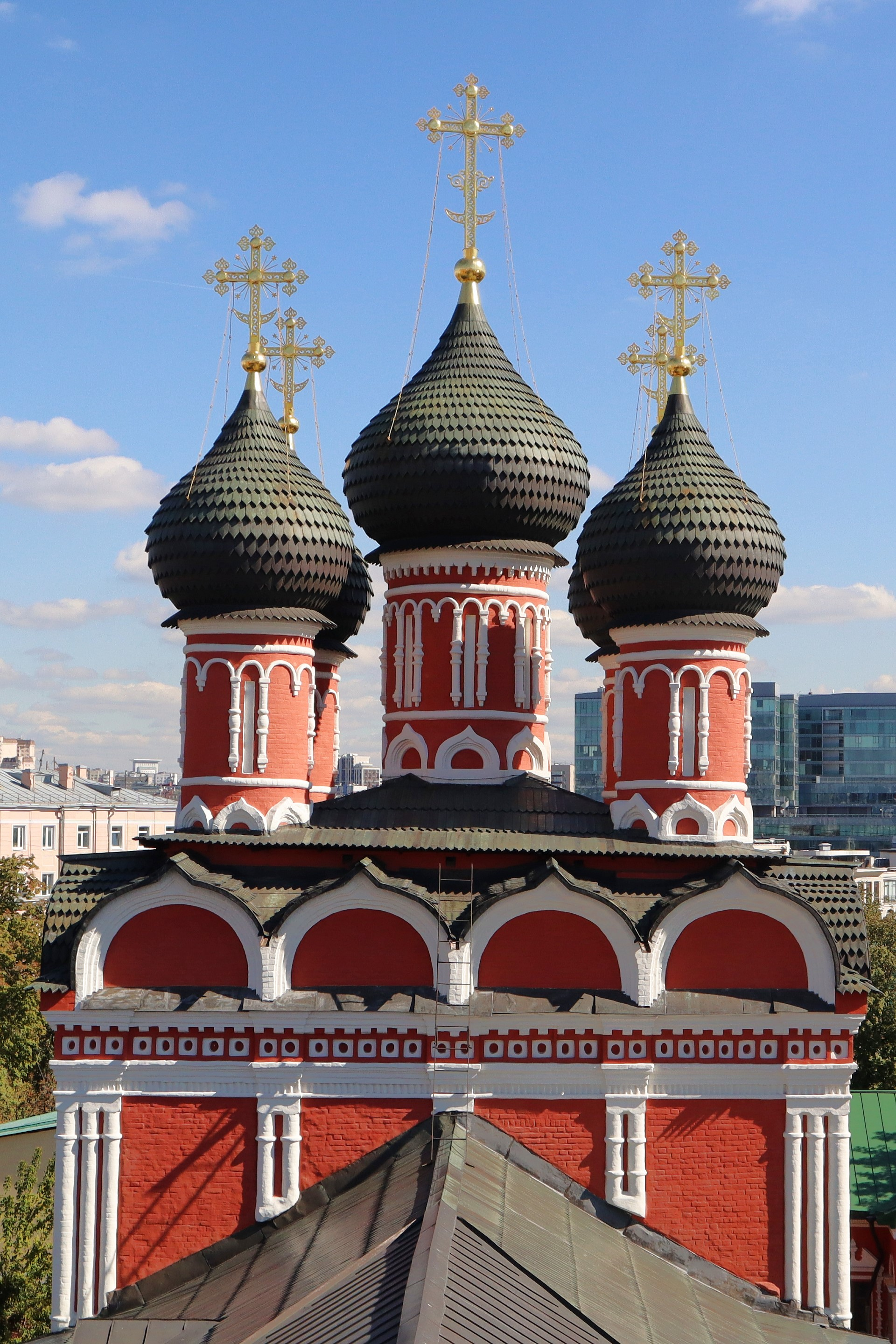
Вид на главы Боголюбского храма, 2022

Собор Боголюбской иконы Божией Матери возведен в 1684—1685 годах на месте деревянного храма в честь Покрова Пресвятой Богородицы XVI века над могилами убитых в 1682 году во время стрелецкого бунта Ивана и Афанасия Нарышкиных по велению Петра I. По завершении строительства в 1684 году, царица Наталья Кирилловна и Петр привезли из Боголюбского монастыря список с древней чудотворной Боголюбской иконы Божией Матери.

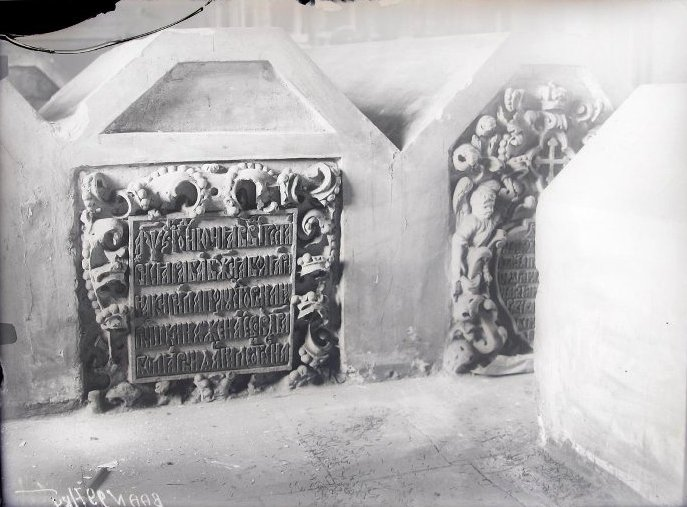
Гробница Анны Леонтьевны Нарышкиной, 1920-е гг.

Собор служил усыпальницей Нарышкиных до 1771 г., в нём были похоронены 18 представителей рода.
Это второй по значению храм монастыря. Он является традиционной для второй половины XVII века композицией. Первоначально храм с трёх сторон обвивала низкая открытая галерея. В 1805 году часть галереи застроили при увеличении трапезной. Другие участки галереи скрылись вместе с наросшим культурным слоем. В декоре фасадов преобладают элементы традиционного узорочья: спаренные колонки, многопрофильный крепованный карниз, килевидные кокошники в обрамлении окон и в основании барабанов, которые украшены аркатурно-колончатым поясом. Однако вытянутые пропорции верхнего ряда больших прямоугольных окон, единообразие в их оформлении — это черты сравнительно новые. Внутри пространство трапезной раскрыто тремя широкими арками в четверик, что придаёт обширность интерьеру храма. В южной апсиде храма сделана антресоль, где размещалась ризница, в которую вела внутренняя лестница. Арка, соединившая расположенный под ризницей дьяконник с центрально апсидой, заложена позднее. В трапезной над захоронениями Нарышкиных прежде стояли белокаменные надгробия XVII—XVIII веков.
На протяжении своего существования собор почти не подвергся переделкам, однако сильно пострадал во время взятия Москвы Наполеоном и после Октябрьской революции 1917 года.
Уникальный иконостас, выполненный Климом Михайловым в 1687 году, с иконами мастеров Спиридона Григорьева, Федора Зубова, Тихона Филатьева и Михаила Милютина сохранялся до закрытия собора в 1929. После революции иконы выломали из иконостаса и, по свидетельству советского скульптора Сосланбека Тавасиева, сожгли.
В 1929 году собор был закрыт, каменные надгробья Нарышкиных, а также купол и крест уничтожены в 1930 году и восстановлены только в 1982 году, вместе с позакомарным покрытием, утраченным в XVIII веке. Внутри храма остались фрагменты лепнины 1740-х годов и академическая живопись XVIII—XIX веков.
В настоящий момент, интерьер собора нуждается в реставрации.
21 декабря 2013 года в соборе провели первое, с момента закрытия в 1929 году, богослужение.

### Церковь Преподобного Сергия Радонежского

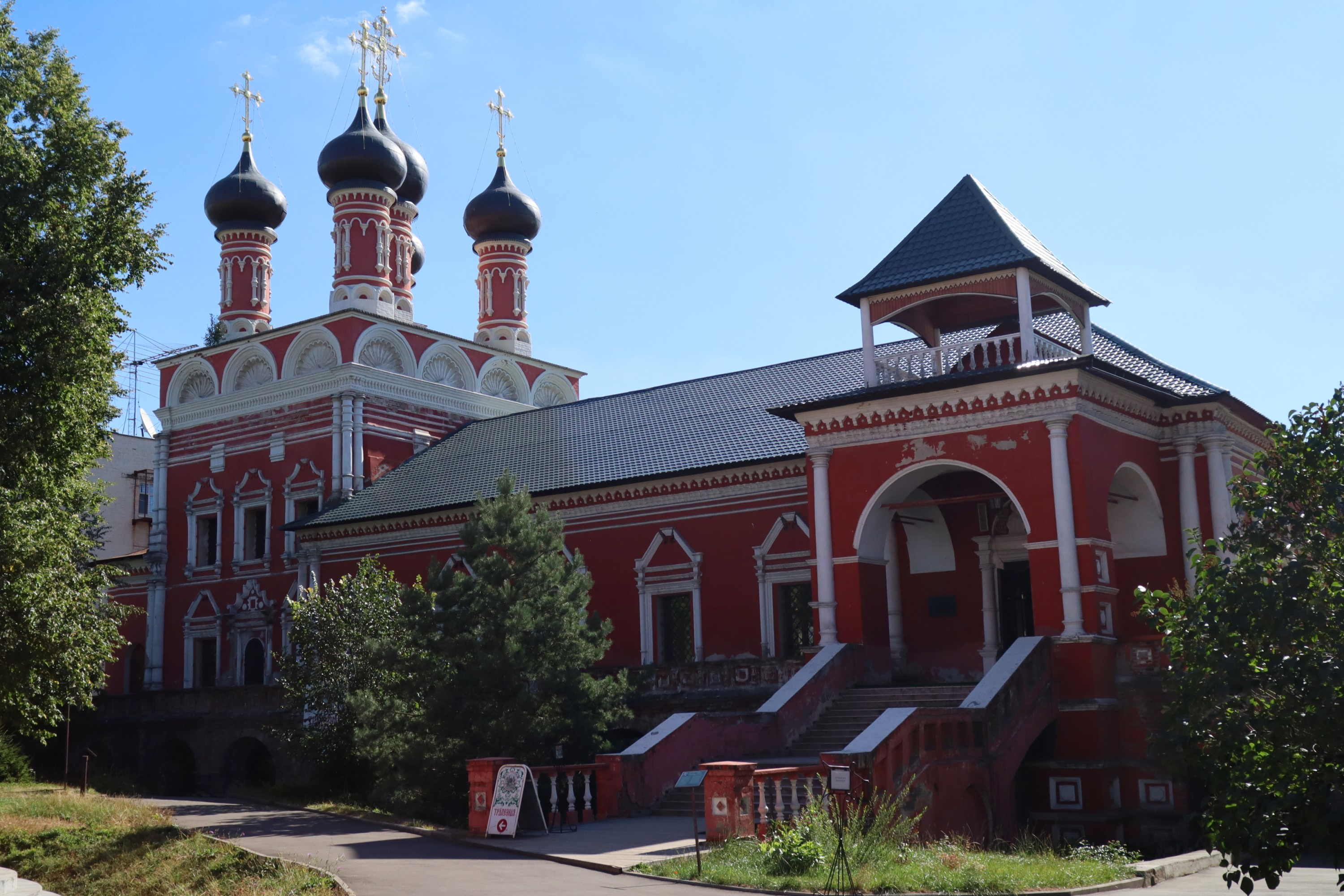
Церковь Преподобного Сергия Радонежского, 2022

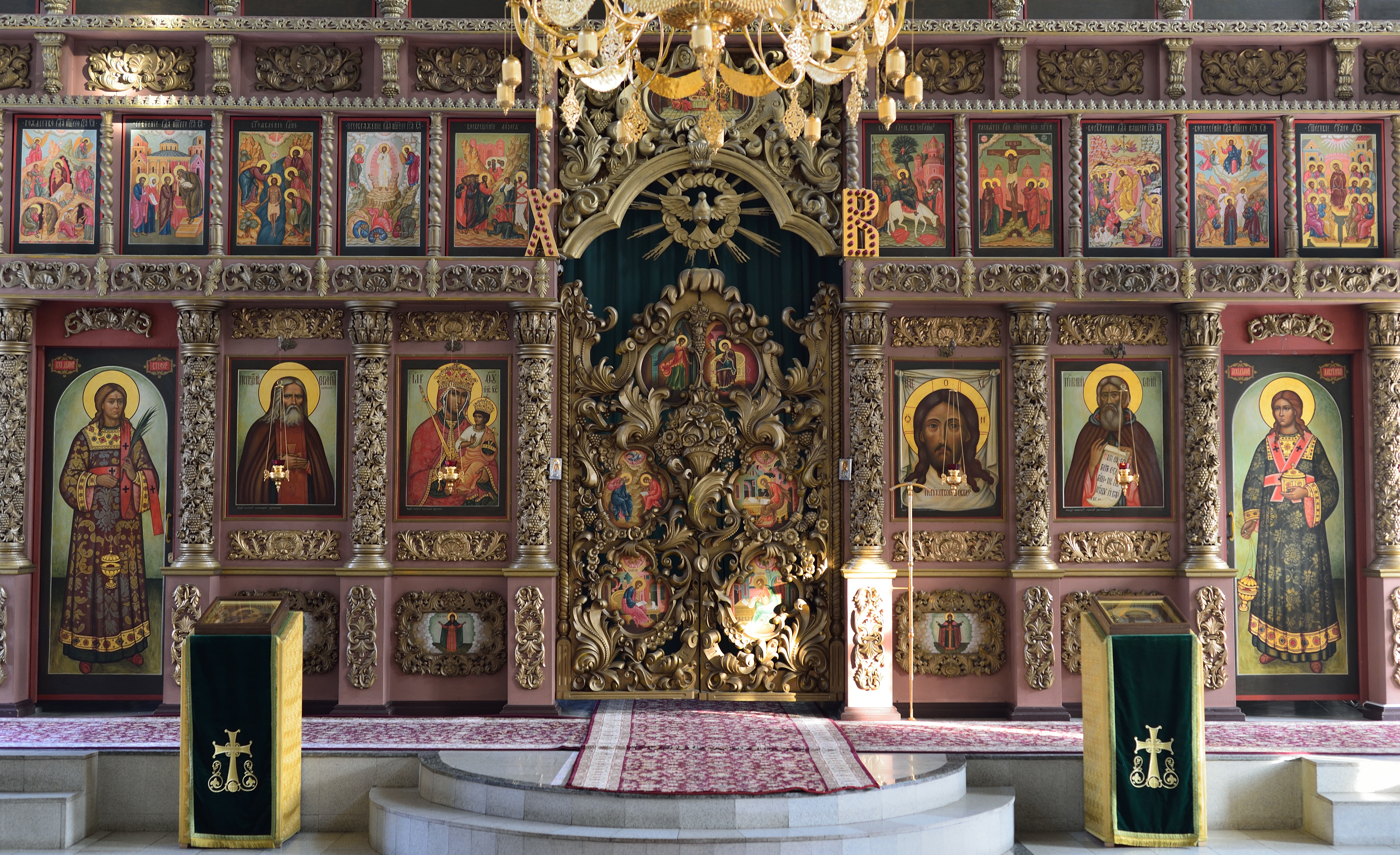
Фрагмент иконостаса церкви Преподобного Сергия Радонежского в Высоко-Петровском монастыре

Построена как трапезная церковь в 1690—1702 годах на месте южного деревянного корпуса монастыря в стиле нарышкинского барокко. Одновременно с церковью построены братские кельи, соединённые с ней арочным переходом. Внутренние работы и иконостас завершены в 1697 году. Над центральной главой церкви было помещено изображение царской короны.
Церковь стоит в середине монастырского комплекса, разделяя его территорию надвое. Представляет собой двусветный трёхапсидный четверик с примыкающей с запада трапезной и парадным крыльцом, на подклете, с гульбищем на аркадах. Этот тип композиции широко разработан в трапезных крупных монастырей. Изначально церковь была одноглавой, но в 1702—1705 годах свод и главы были переделаны. Стены четверика были надстроены, и на них был возведён новый свод с пятиглавым завершением, четверик был украшен кокошниками с раковинами. Главный престол — преподобного Сергия Радонежского. Над рундуком высокого крыльца прежде размещался балкон, предназначавшийся для царских выходов во время торжественных богослужений или крестных ходов. Во внешнем декоре здания обильно использован белый камень, из которого выложены сложные обрамления окон и порталов, раковины в кокошниках, основания шеек глав и другие детали.
В 1808 году была разобрана галерея-паперть и надарочный переход, соединявший паперть церкви с галерей Братского корпуса. В 1862—1863 годах церковь была отремонтирована, были обустроены и освящены приделы святителя Алексия Московского и святителя Митрофана Воронежского, позже не восстановленные.
В 1919 году церковь закрыта, а помещение отдано Центральной медицинской библиотеке, а затем заводу. В 1930-х годах главы с крестами были разрушены и восстановлены Б. П. Дедушенко в 1960-х. В 1980-х годах в церкви располагался репетиционный зал танцевального коллектива «Березка».
В 1992 году в церкви проведено малое освящение патриархом.
В начале 2000-х годов крыльцо церкви преподобного Сергия Радонежского постройки 1690—1696 годов разрушено и без согласований заменено новоделом.

### Церковь Толгской иконы Божией Матери

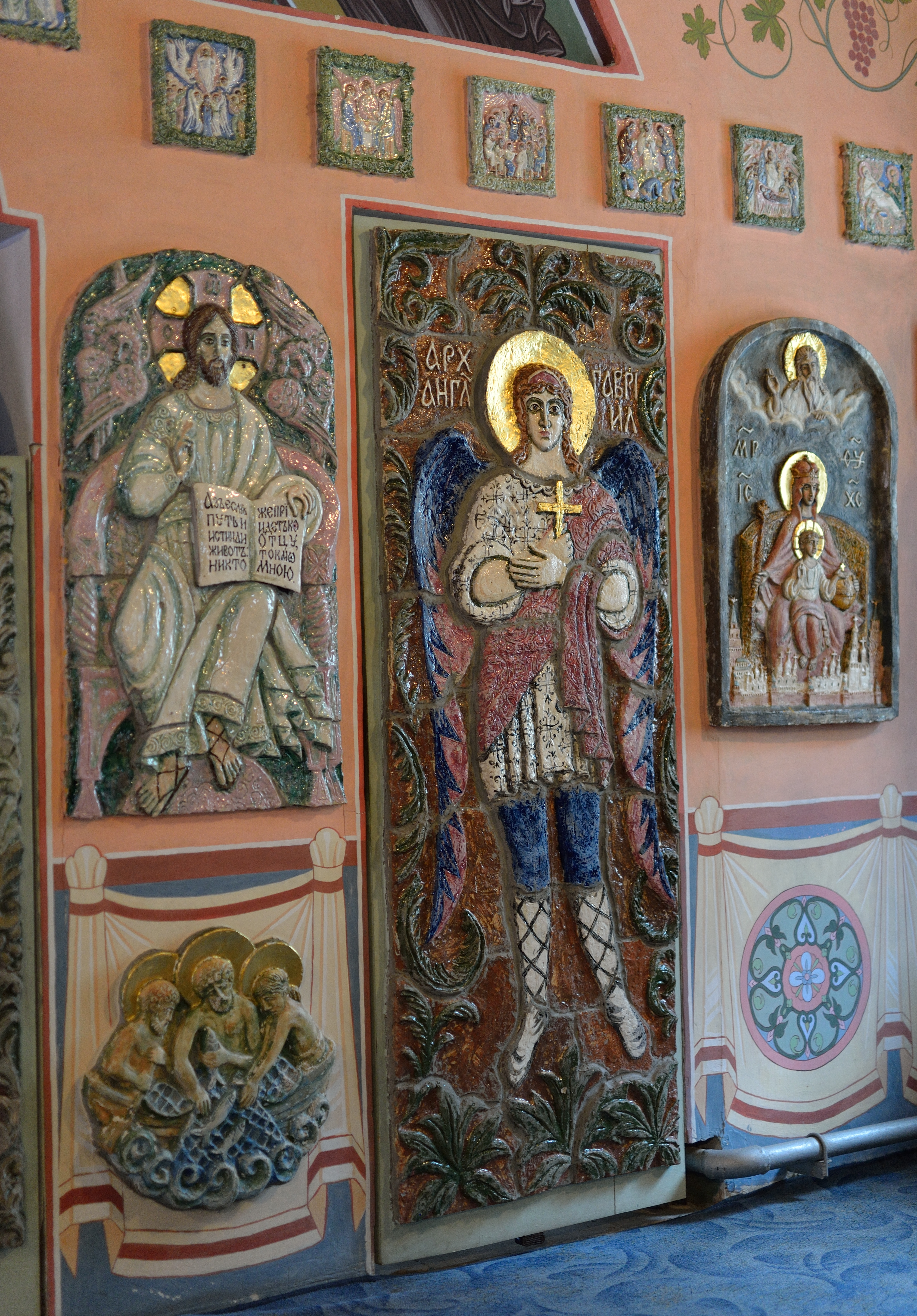
Фрагмент керамического иконостаса Толгской церкви

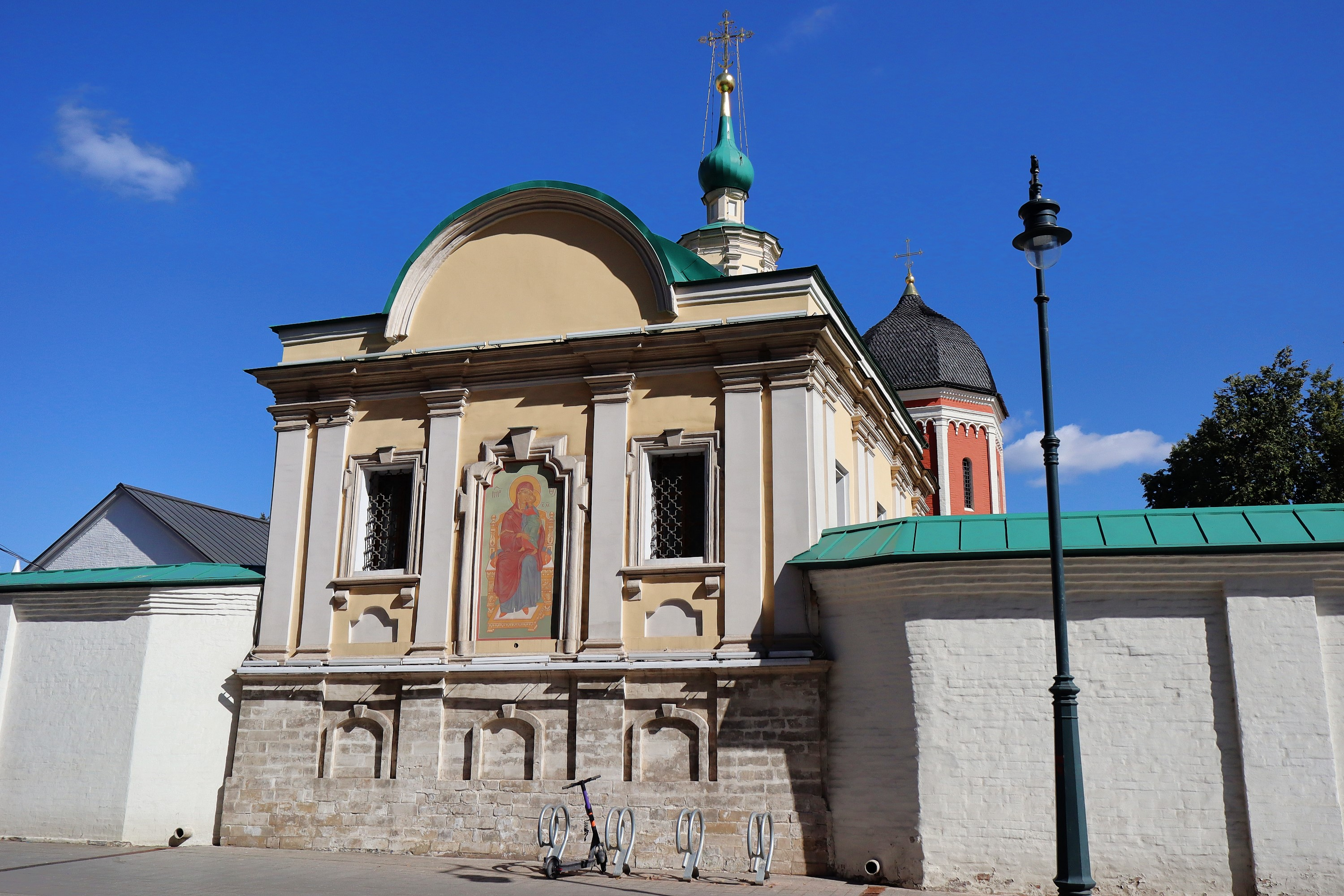
Толгская церковь (вид с Петровки), 2022

Одноглавую церковь на подклети, прямоугольную в плане, бесстолпную, с 5-гранной апсидой в стиле барокко возвели между колокольней и Братским корпусом. Западный фасад, на котором раньше в центре была икона, выходит на Петровку. Стены снаружи декорированы сдвоенными пилястрами, главка прорезана узкими окнами и украшена волютами. Проект храма принадлежит, предположительно, И. Ф. Мичурину или его ученику. Церковь построена на средства статс-дамы Н. А. Нарышкиной, родственницы Петра I по материнской линии.
Церковь была построена в 1744—1750 годах между колокольней и Братским корпусом Высоко-Петровского монастыря и освящена в честь Толгской иконы Божией Матери. Список Толгского образа был выполнен в 1740-х годах Иваном Андреевым. В настоящее время икона находится в запасниках Государственного исторического музея.
Церковь была заложена в день празднования в честь этой иконы, так как 8 августа по старому стилю, Пётр I спасся в стенах Троице-Сергиевой Лавры от стрелецкого бунта 1689 года.
Толгскую церковь закрыли после Октябрьской революции в 1926 году. Сначала в ней располагались коммунальные квартиры, затем склад Росизопропаганды. Отреставрирована Б. П. Дедушенко. Заново освящена 10 октября 1999 года малым чином. 10 октября 2019 года храм Толгской иконы был заново освящен, чин великого освящения совершил архиепископ Каширский Феогност (Гузиков).

### Церковь Петра и Павла

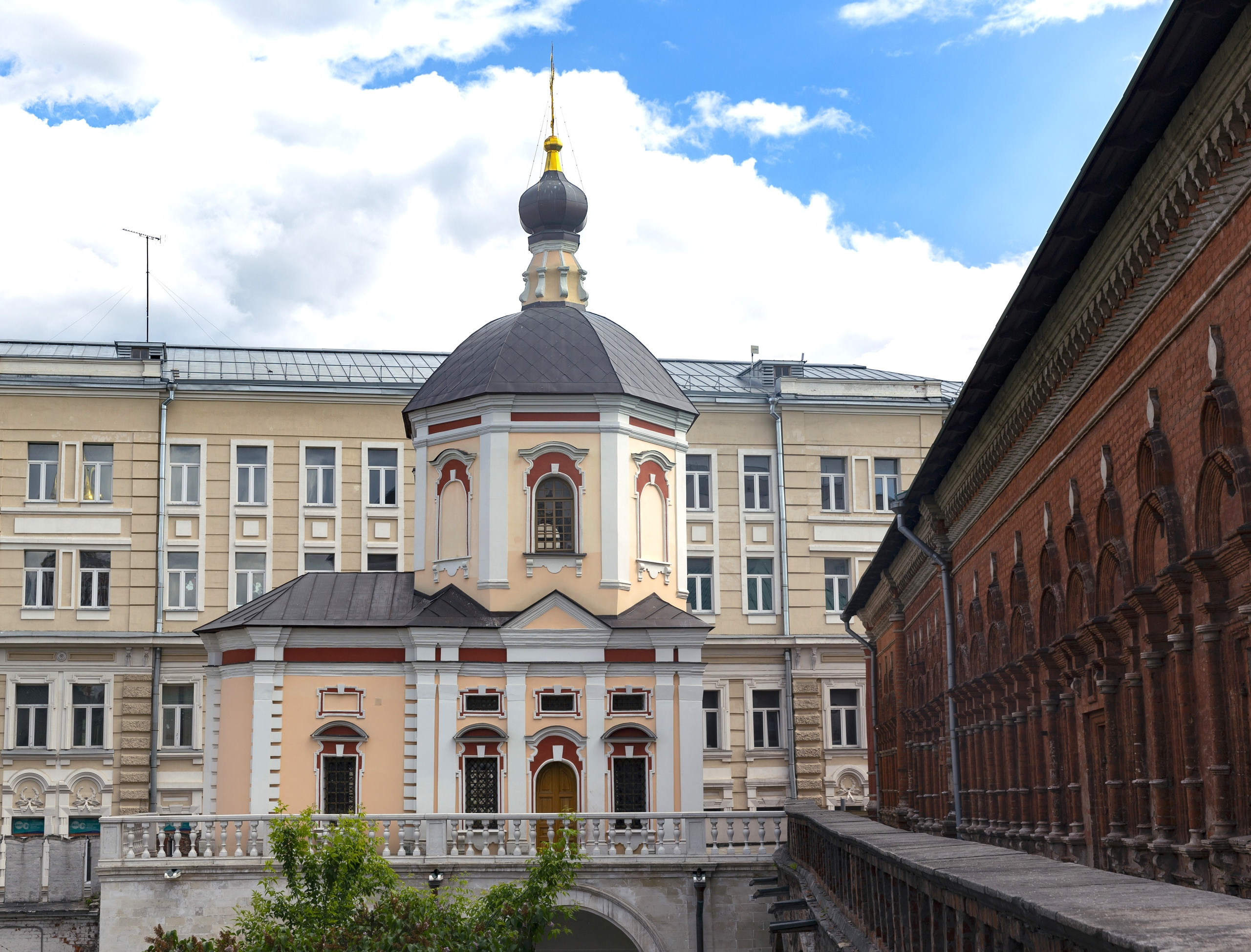
Храм в честь апостолов Петра и Павла над Южными вратами монастыря

В 1753—1755 годах настоятель монастыря архимандрит Пахомий выстроил в юго-западном углу монастырского двора церковь во имя преподобного Пахомия Великого, своего небесного покровителя. Основанием для неё послужили белокаменные ворота усадьбы Нарышкиных.
Кирпичная барочная церковь представляет собой восьмерик на четверике, перекрытый сомкнутым восьмилотковым сводом с декоративной главкой и выступающей пятигранной апсидой. Церковь поставлена на открытом гульбище, объединяющем храм с кельями, и украшена пилястрами, треугольными фронтонами над входами, наличниками с лучковыми фронтонами, декоративными глухими нишами и окнами на гранях восьмерика с барочным обрамлением. Архитекторы школы Д. В. Ухтомского.
Храм сильно пострадал во время Отечественной войны 1812 года и до 13 сентября 1914 стоял неосвящённым. Повторное освящение церкви, по желанию настоятеля епископа Павла Олонецкого было во имя святых первоверховных апостолов Петра и Павла.
После революции храм закрыли и отдали под жильё, в 1980-е годы он использовался как раздевалка для рабочих-реставраторов. До настоящего времени Петропавловская церковь не возобновлена, и в настоящее время для богослужений не используется.
25 ноября 2012 года с прилегающей к монастырю территории на Петропавловскую церковь упал строительный кран, повредив купол, стропила, белокаменный карниз и крест.

### Надвратная церковь Покрова Пресвятой Богородицы

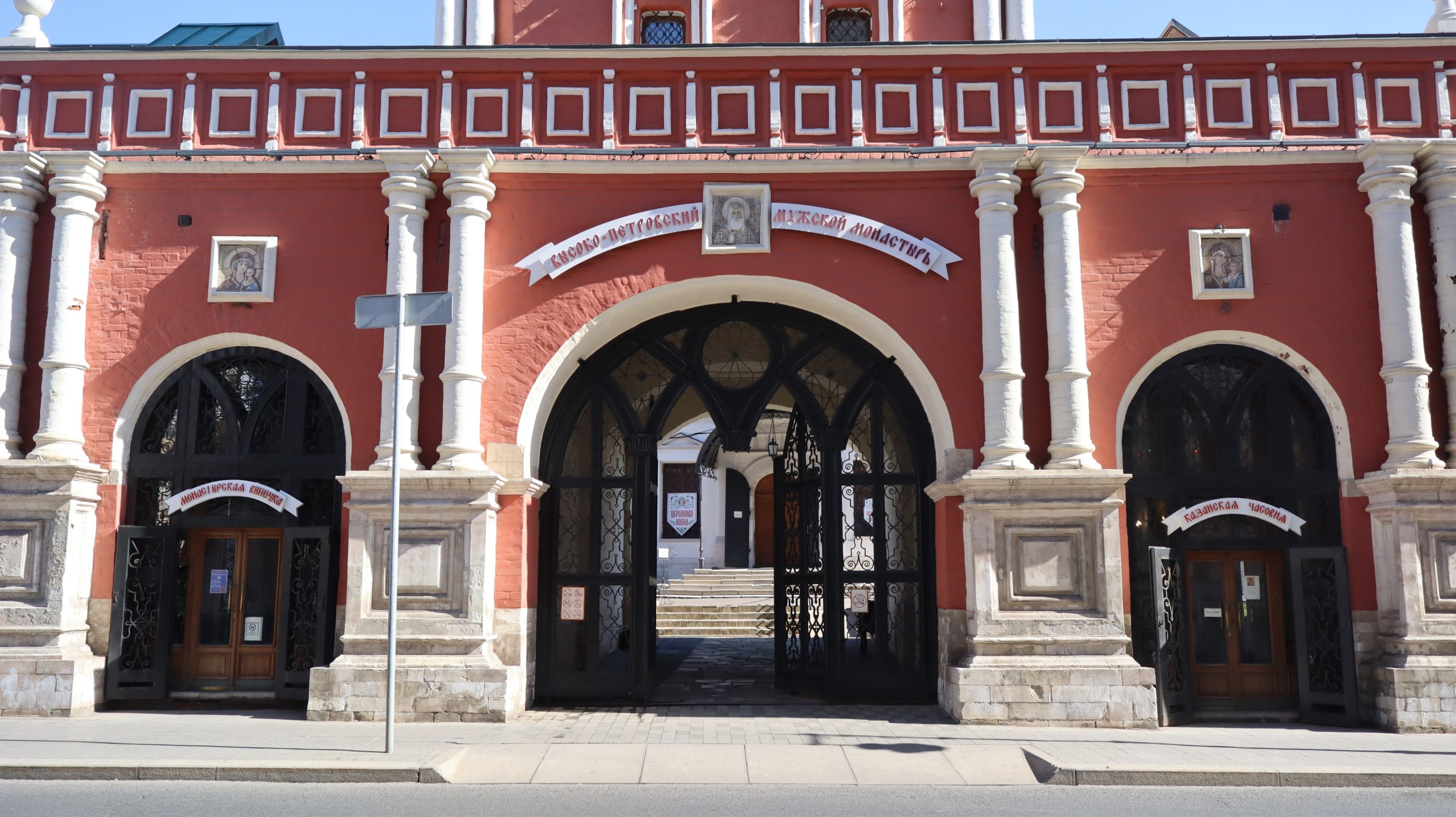
Вход в монастырь. Слева — Казанская часовня, по центру повыше — Надвратная церковь.

Надвратная церковь построена в 1690—96 годах по указу Петра I в память Ивана и Афанасия Нарышкиных над западными воротами монастыря с двухъярусной колокольней над ними.
Квадратная в плане, перекрытая сомкнутым сводом церковь с тройными колоннами по углам. Окна с наличниками в виде колонок, с разорванными фронтонами. Колокольня из двух восьмериков с арочными проёмами, декорирована пилястрами, завершающимися фиалами на кровле, филёнками, увенчана небольшой главкой.
Престол в церковь перенесли из разобранной деревянной церкви, на месте которой была построена Боголюбская церковь. Церковь келейная настоятельская, специальным проходом сообщается с резиденцией настоятеля монастыря.
После Отечественной войны 1812 года церковь была разорена, её упразднили и восстановили только в 1865 году. После Октябрьской революции в 1924 году церковь снова была закрыта.
Повторно освящена малым чином в день трёхсотлетия — 14 октября 1998 года.

### Часовня (храм) Казанской иконы Божией Матери

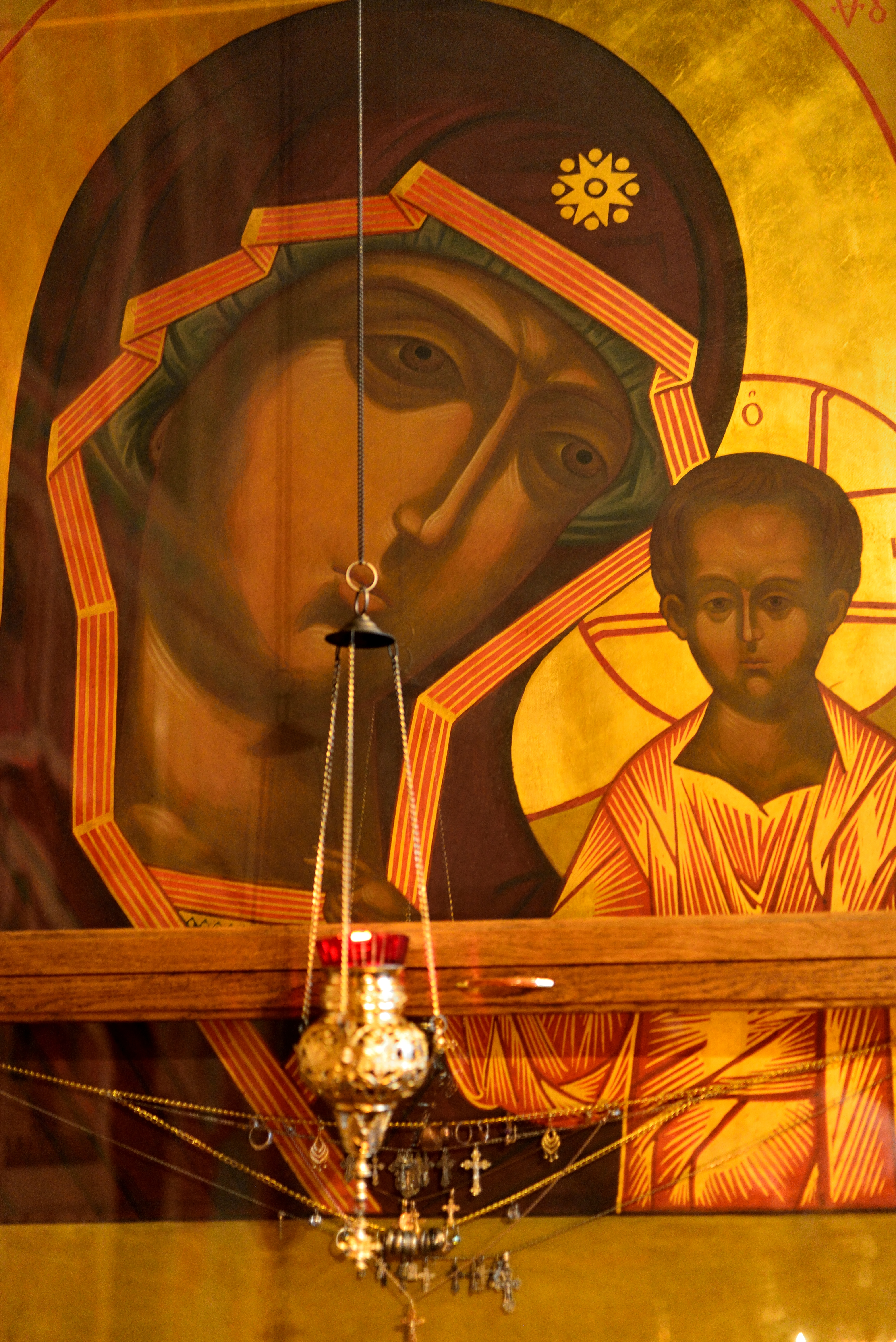
Икона Казанской Божией Матери одноимённой часовни Высоко-Петровского монастыря

Часовня устроена в 1905 году в южном пролёте ворот, освящена 28 августа 1905 года в честь Казанской иконы Божией Матери. В XIX веке там находилась икона Казанской Божией Матери, утраченная во время Октябрьской революции.
В 1924 году часовня была закрыта и разорена. В 2001 году восстановлена как храм в честь Казанской иконы Божьей Матери.
В храме находится одна из икон Казанской Божией Матери, хранящихся в монастыре, перед которой ежедневно совершаются акафисты.

### Часовня Нарышкиных в Высокопетровском монастыре
Небольшая каменная часовня с белокаменной крышей и белокаменным крестом над могилой Кирилла Полуэктовича Нарышкина (1623—1691) у южного угла Боголюбского собора.

### Некрополь

Надгробные плиты и саркофаги, извлечённые из монастырского некрополя, где ныне устроена игровая площадка детского сада

Монастырское кладбище с XV века было местом погребения братии Высоко-Петровского монастыря и знатных жителей Москвы. С советских времён и поныне эту неотъемлемую монастырскую территорию, врезаясь в неё клином, занимает детский сад № 878, который устроил на монастырском погосте прогулочно-игровую площадку. В ходе археологических раскопок, проведённых Институтом археологии АН СССР в 1955—1986 годах, за алтарной апсидой Петровского собора на монастырской территории, ныне занимаемой детским садом, были обнаружены хорошо сохранившиеся захоронения XVI—XVII столетий с саркофагами и надгробными плитами, на которых можно прочесть надписи. Ныне извлечённые из земли саркофаги и надгробные плиты выставлены для обозрения и в ожидании надлежащего погребения у южной стены Церкви Преподобного Сергия Радонежского. Проблема возвращения монастырю незаконно занимаемой детским садом территории древнего православного некрополя и его восстановления в подобающем виде является важным направлением возрождения ландшафтного и архитектурного ансамбля Высоко-Петровского монастыря. В настоящее время затянувшийся территориальный спор между Высоко-Петровским монастырём и дошкольным учреждением решается Правительством Москвы.

## Настоятели
- Иоанн (1379—?)
- Моисей (1676—1682)
- Иов (1689—1694)

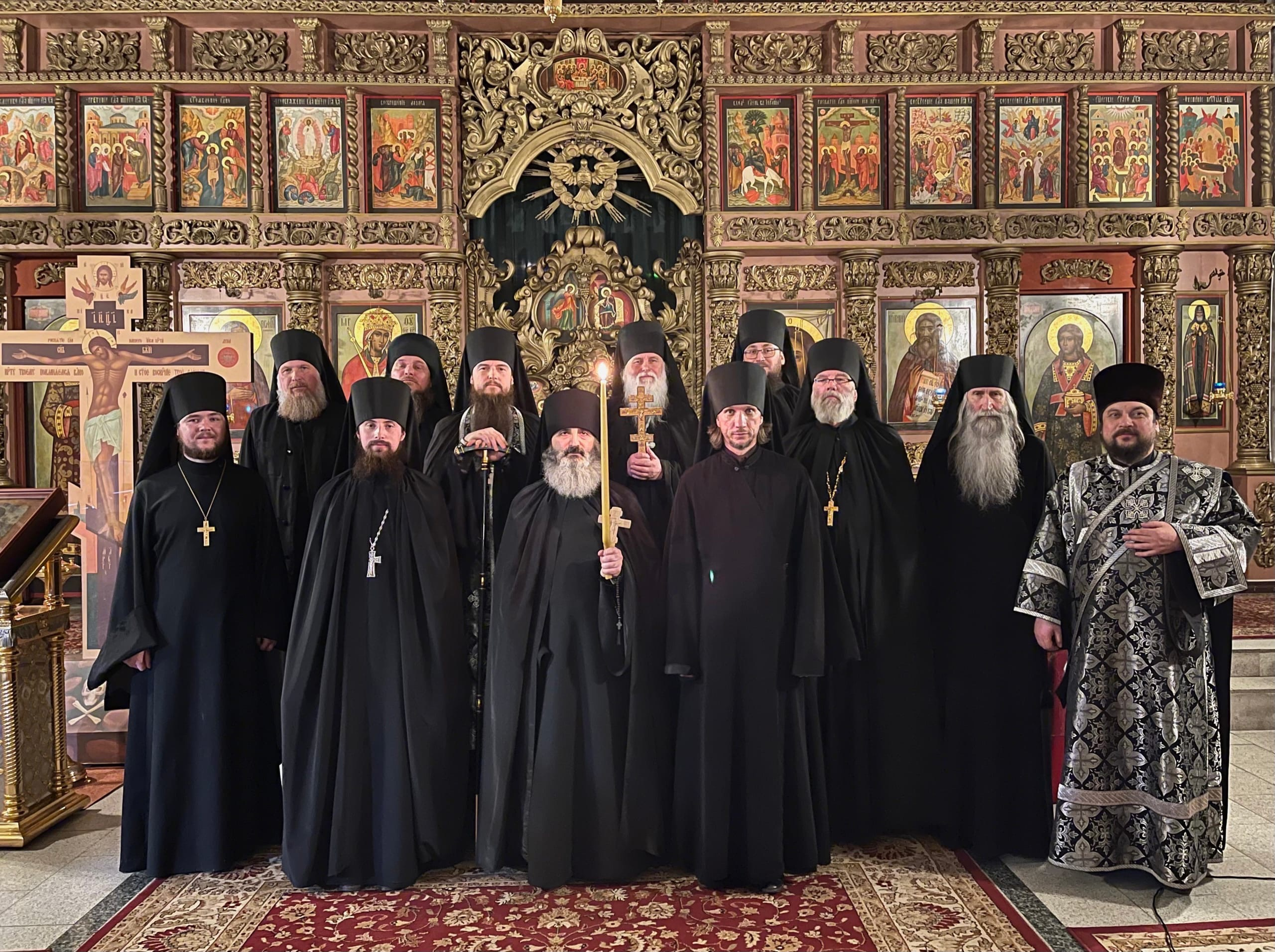
Постриг в мантию инока Космы (Мкртчяна) с именем Макарий в честь священномученика Макария (Гневушева), 22 апреля 2021 года

- Иосиф (Римский-Корсаков) (1694—1699)
- Леонид (Петровский) (1711—1722)
- Сергий (Белоградский) (3 марта 1722—1731)
- Аввакум (Львов) (1731—1735)
- Пахомий (1730-е — 1750-е)
- Иоасаф (Хотунцевич) (12 мая 1757 — 17 апреля 1758)
- Иосиф (Золотов) (? — 1761)
- Иоанникий (Гаврилов) (28 августа 1788—1816(?))
- Лаврентий (Бакшевский) (26 июня 1816—1819)
- Никанор (Клементьевский) (19 апреля 1819—1826)
- Смарагд (Крыжановский) (1828)
- Анастасий (Воскресенский) (23 августа 1828—1830)
- Гавриил (18 марта 1830—1845)[42]
- Евсевий (Орлинский) (31 августа 1845—1847)
- Филофей (Успенский) (22 мая 1847—1849)
- Евгений (Сахаров-Платонов) (20 декабря 1849—1857)
- Сергий (Ляпидевский) (18 апреля 1858 — 8 августа 1859)
- Иоанникий (Холуйский) (10 августа 1859—1861)
- Савва (Тихомиров) (21 января 1861—1862)
- Григорий (Воинов) (13 июля 1873—1882)
- Иосиф (Левитский) (1882—1884)
- Никифор (Бажанов) (25 ноября 1887 — 15 декабря 1895)
- Павел (Доброхотов) (21 октября 1897 — 23 апреля 1900), епископ
- Серафим (Голубятников) (11 мая 1900 — конец 1904)
- Иннокентий (Кременский) (1904—1908)
- Лаврентий (Некрасов) (март 1908)
- Макарий (Гневушев) (1908—1909)
- Никодим (Шатунов) (1909—1920)
- Панкратий (Гладков) (17 ноября 1923—1924)
- Варфоломей (Ремов) (1924—1929), епископ
- Иоанн (Экономцев) (22 ноября 1990 — апрель 2009)
- Меркурий (Иванов) (апрель 2009 — 26 июля 2012)
- Исидор (Тупикин) (26 июля 2012 — 12 марта 2013)
- Петр (Еремеев) (12 марта 2013 — 29 декабря 2021)
- Евфимий (Моисеев) (29 декабря 2021 ― 24 октября 2024)
- Иоанн (Железов) (с 15 мая 2025 года)

## Молодёжный клуб, экскурсионная служба и кофейня при монастыре

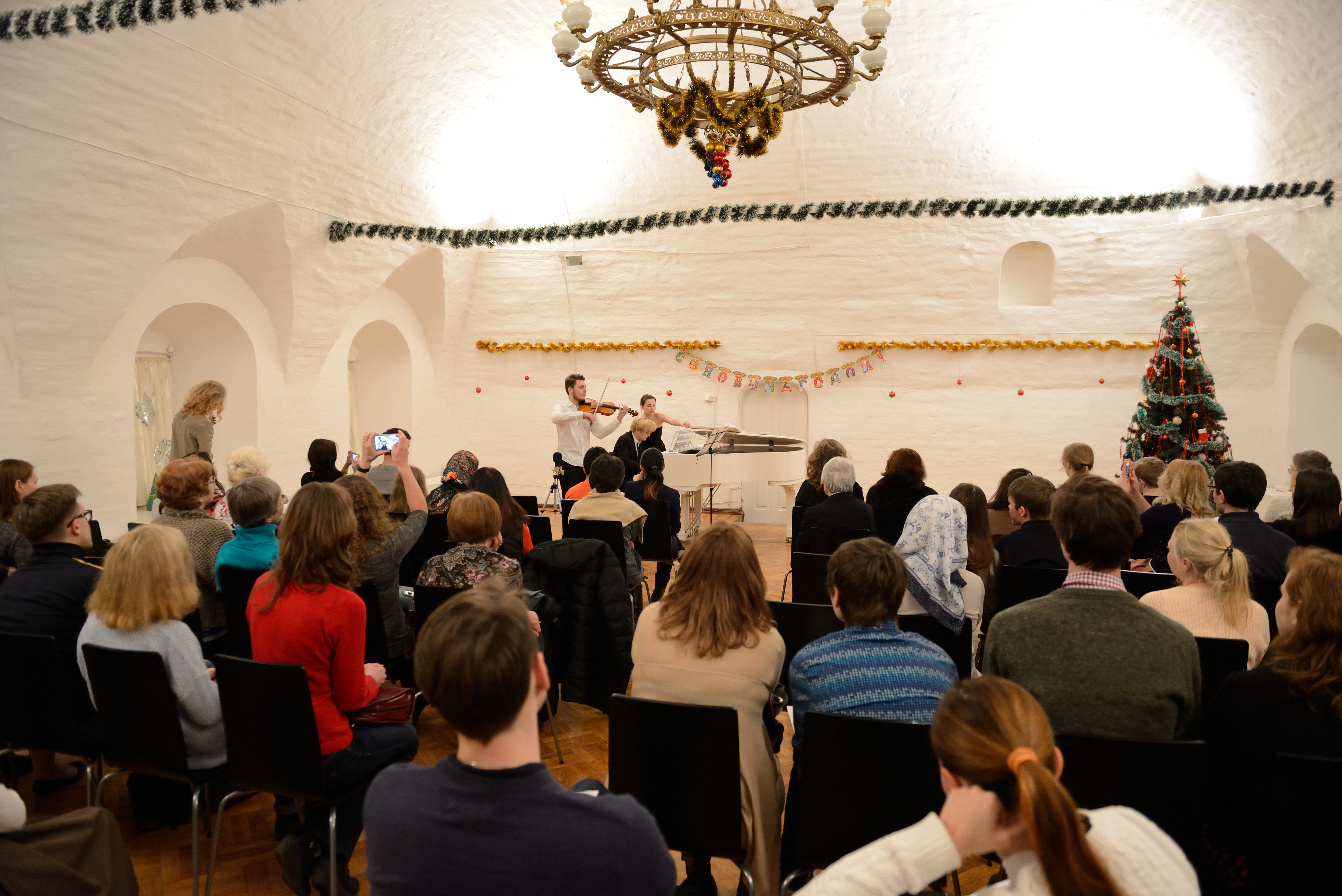
Концерт скрипичной музыки молодёжного клуба «Петровцы» в Большом актовом зале Нарышкинских палат

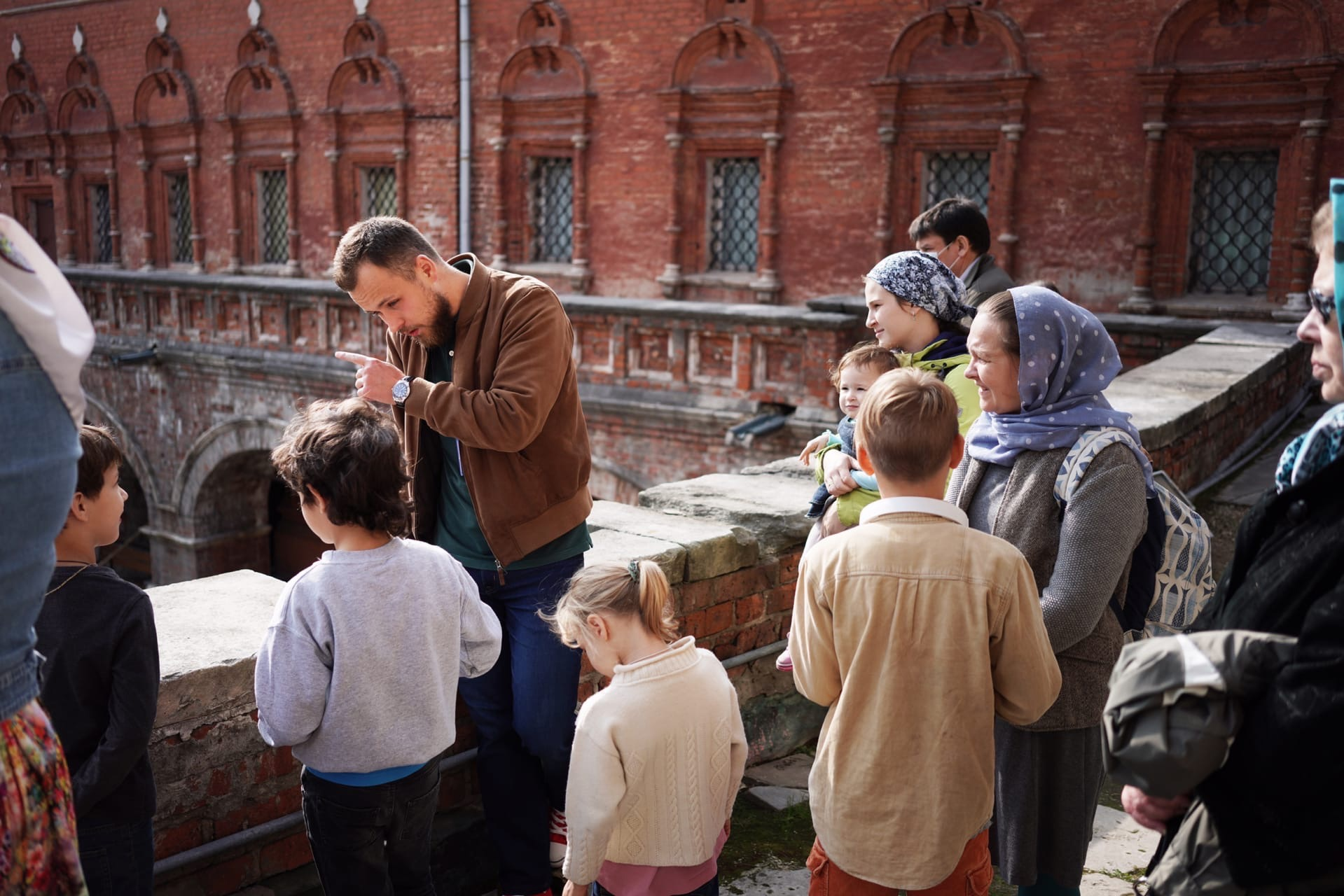
Экскурсионная служба Высоко-Петровского монастыря проводит ежедневные экскурсии

В феврале 2016 года при монастыре создан молодёжный клуб «Петровцы», проводящий встречи с духовными лицами и культурными деятелями, паломнические поездки по святым местам, дружеские встречи, просмотры фильмов и их обсуждение, чаепитие, молодёжный хор, изучение языков (латынь, греческий, английский и др.), волонтёрская деятельность, помощь в храме во время богослужения, поездки в детские дома и приюты, помощь нуждающимся семьям и одиноким людям; в рамках молодёжного клуба в Большом актовом зале Нарышкинских палат монастыря регулярно организуются концерты, на которые приглашаются все желающие прихожане.
В 2017 году по инициативе ректора Российского православного университета святого Иоанна Богослова и по совместительству наместника монастыря игумена Петра Еремеева на территории Нарышкинских палат XVII века выпускница университета Зоя Некрасова, ранее в прошлом бариста Caffe del parco, открыла кофейню «Петровская кофейня».